# Burg Hochosterwitz
Die Burg Hochosterwitz ist eine Höhenburg in der Gemeinde St. Georgen am Längsee. Sie ist ein Wahrzeichen und eine Sehenswürdigkeit des österreichischen Bundeslandes Kärnten. 

## Lage
Die Felsenburg steht auf einem 175 m über der Umgebung aufragenden Dolomitfelsen östlich von St. Veit an der Glan rechtsseitig der Gurk und nördlich des Magdalensberges. Der höchste Punkt der Burg liegt auf einer Höhe von etwa 711 m ü. A. Die Burg und die den Burgberg umgebenden Häuser gehören zur Ortschaft Hochosterwitz.

## Geschichte
Keramikreste weisen auf eine Besiedlung des Felsens ab der frühen Bronzezeit hin. Weitere Fundstücke sind der Hallstätter und der La-Tène-Kultur zuzuschreiben, die meisten Funde stammen jedoch aus römischer Zeit. Spinnwirtel, Webstuhlgewichte, Eisenschlacken lassen auf eine Dauerbesiedlung schließen.

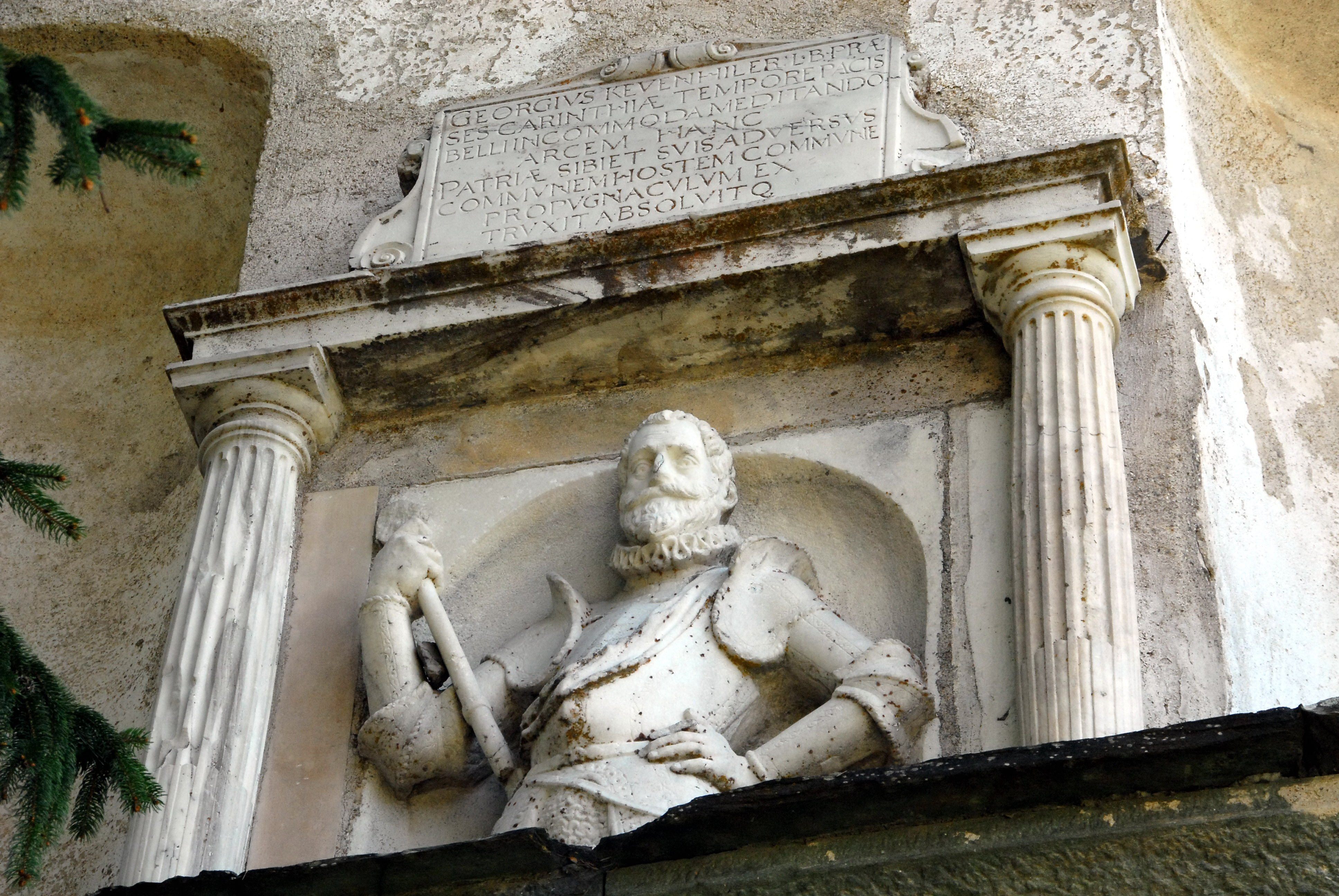
Reliefbüste des Georg von Khevenhüller am Khevenhüllertor

860 n. Chr. wurde der Felskegel mit dem aus dem Alpenslawischen stammenden Namen Astarwizza (= Scharfenberg) im Rahmen einer Schenkung Ludwigs des Deutschen erstmals urkundlich erwähnt. Die Burg war bis zur Mitte des 12. Jahrhunderts im Besitz des Erzbistums Salzburg, dann als landesfürstliches Lehen bis 1478 in Händen der Schenken von Osterwitz, welche den erblichen Titel der Mundschenke der Kärntner Herzöge besaßen. Nachdem im Zuge eines Türkeneinfalls 1475 der Schenk Georg von Osterwitz in türkischer Gefangenschaft verstorben war, begann unter seinem Nachfolger Hans von Osterwitz der wirtschaftliche Niedergang der Familie. 1478 musste er auf Burg Hochosterwitz zugunsten Kaiser Friedrichs III. verzichten. In der Folgezeit war die Burg in wechselndem Besitz, bis sie schließlich 1509 durch Kaiser Maximilian als Lehen an Matthäus Lang von Wellenburg, den Bischof von Gurk und späteren Erzbischof von Salzburg, übergeben wurde. Dieser ließ die Burg weiter ausbauen. 
Nach dem Tod von Erzbischof Matthäus Lang wurde die Burg 1541 an Georg von Khevenhüller verpfändet und 1571 von diesem gekauft. Khevenhüller ließ, während seiner Zeit als Landeshauptmann Kärntens, die Burg 1570 bis 1583 zu ihrer heutigen Gestalt und zur „Haubt Vestung“ Kärntens ausbauen als „ein Beispiel manieristischen Kunstwollens“. Der Ausbau der Burg erfolgte in einer Zeit der Verstärkung der Verteidigungslinie gegen die Türken. Zeitgleich wurden auch die Befestigungsanlagen der Riegersburg sowie der Städte Wien, Graz und Klagenfurt verstärkt. Seither ist die Burg ununterbrochen im Besitz der Familie Khevenhüller.
Eine populäre Sage berichtet von der Belagerung der Burg durch die Gräfin Margarete von Tirol, die durch eine List der Burgbewohner getäuscht wurde. Historisch betrachtet ist diese Geschichte jedoch sehr unwahrscheinlich.
Bis zum Jahr 1961 hatte die Burg keine eigene Wasserversorgung. Der damalige Gutsverwalter Raimund Ruhdorfer entdeckte bei einem Kontrollgang jedoch eine Quelle, welche die Burg bis heute mit Wasser versorgt.

## Anlage

### Überblick
Charakteristisch und festungstechnisch interessant sind die in mehreren Windungen durch das felsige Terrain zur Höhe führenden Befestigungsanlagen des Burgweges mit 14 großen Torbauten. Dieser Fahrweg überwindet in mäßiger Steigung tiefere Felskerben, führt gelegentlich entlang ausgemeißelter Felswände oder erweitert sich zu Waffenplätzen, bis er die Hauptburg erreicht. Ein zweiter Zugang, Narrensteig genannt, führt über den steilen, felsigen Westhang, ist teilweise in den Fels gehauen und führt in die Burg, ohne die Tore des Hauptweges zu berühren. Die Absperrung dieses Zugangs leistete eine am untersten Teil errichtete wehrhafte Quermauer mit einigen heute nicht mehr bestehenden Zubauten. Beide verteidigungsfähigen Zugänge bestanden bereits in früher Zeit, wie der Chronist Unrest aus dem 13. Jahrhundert berichtete.
Infolge ihres Alters findet man in der Burg sowohl eine mittelalterliche als auch eine Festung im neuzeitlichen Sinn. Eine Urkunde aus dem Jahr 1388 erwähnt die ursprüngliche Bauform, bestehend aus einem quadratischen Turm oder Bergfried, die daran anschließenden Wohnräume (Palas), die kleine Burgkapelle und Schutzmauern mit Zinnen (Wintperge) und Scharten, als die Armbrust noch die Hauptwaffe war.
Der eigentliche Kern der Anlage, die Hochburg, ist ein selbständiger, ältere Teile miteinbeziehender Wehrkörper. Die teils in rotem Sandstein, teils in grünem Chloritschiefer ausgeführten und mit weißem Kalkstein oder Marmor bereicherten Tore sind als manieristische Architekturen beachtenswert.

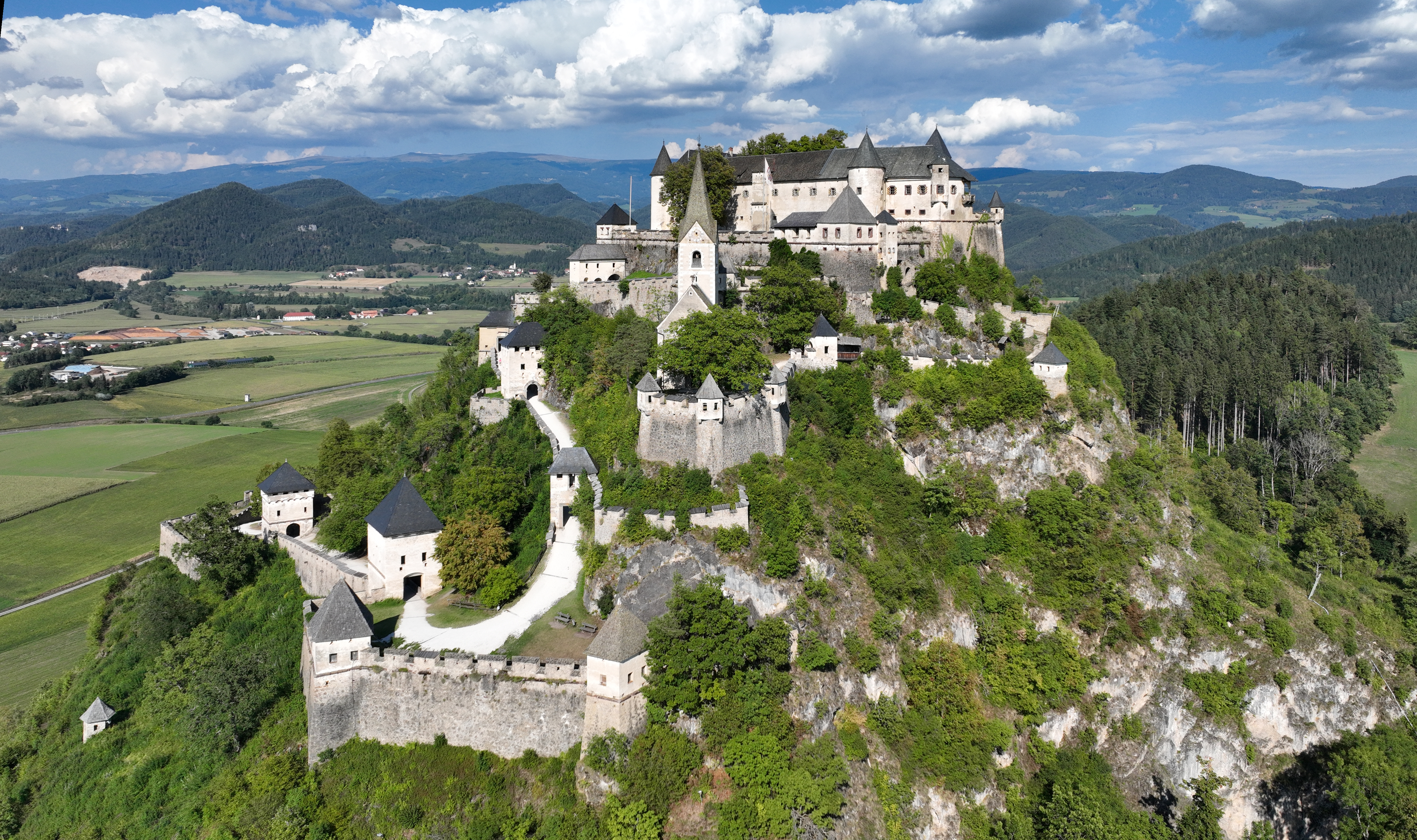
Westansicht der Burg Hochosterwitz
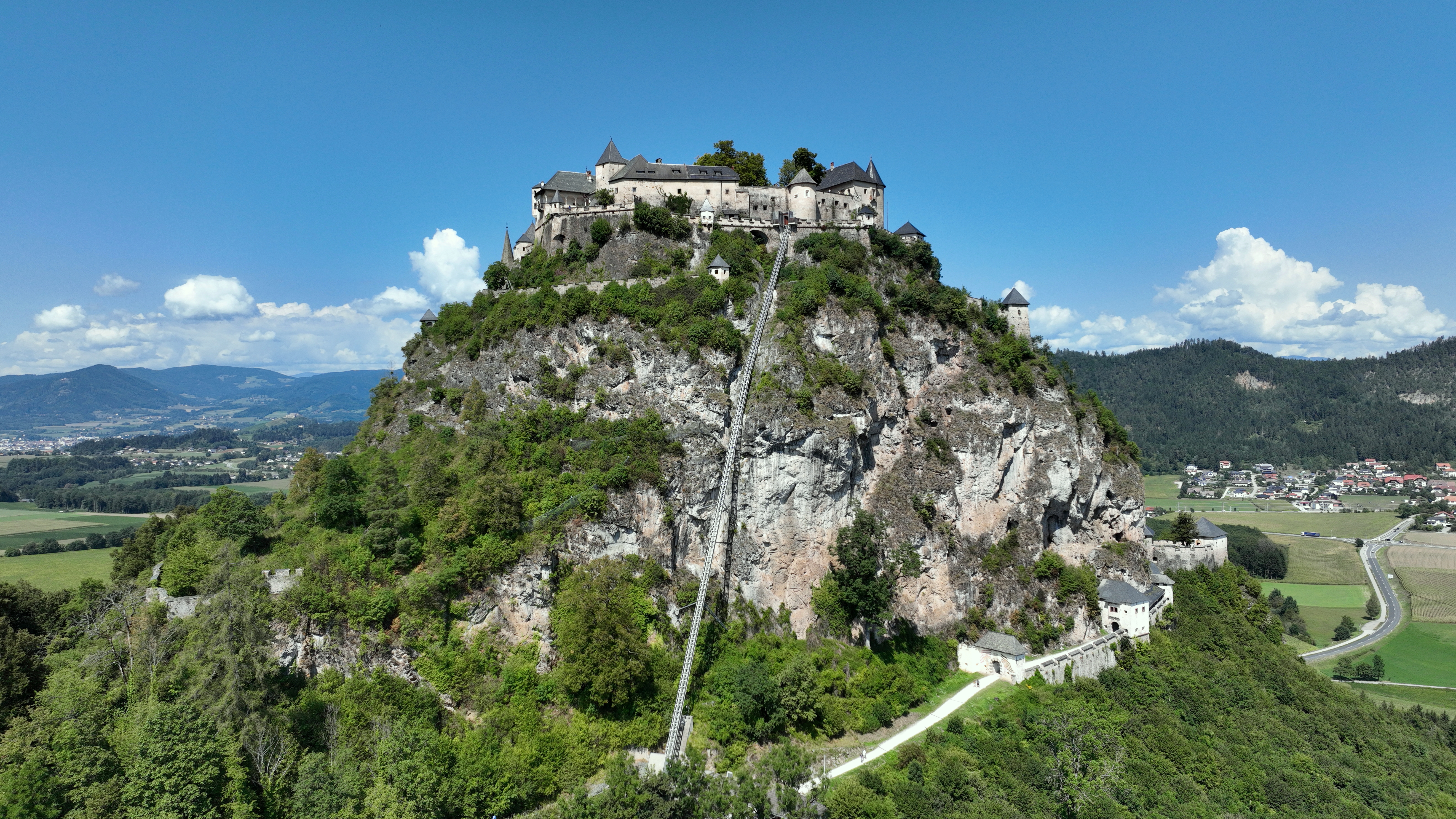
Südostansicht mit dem Schrägaufzug
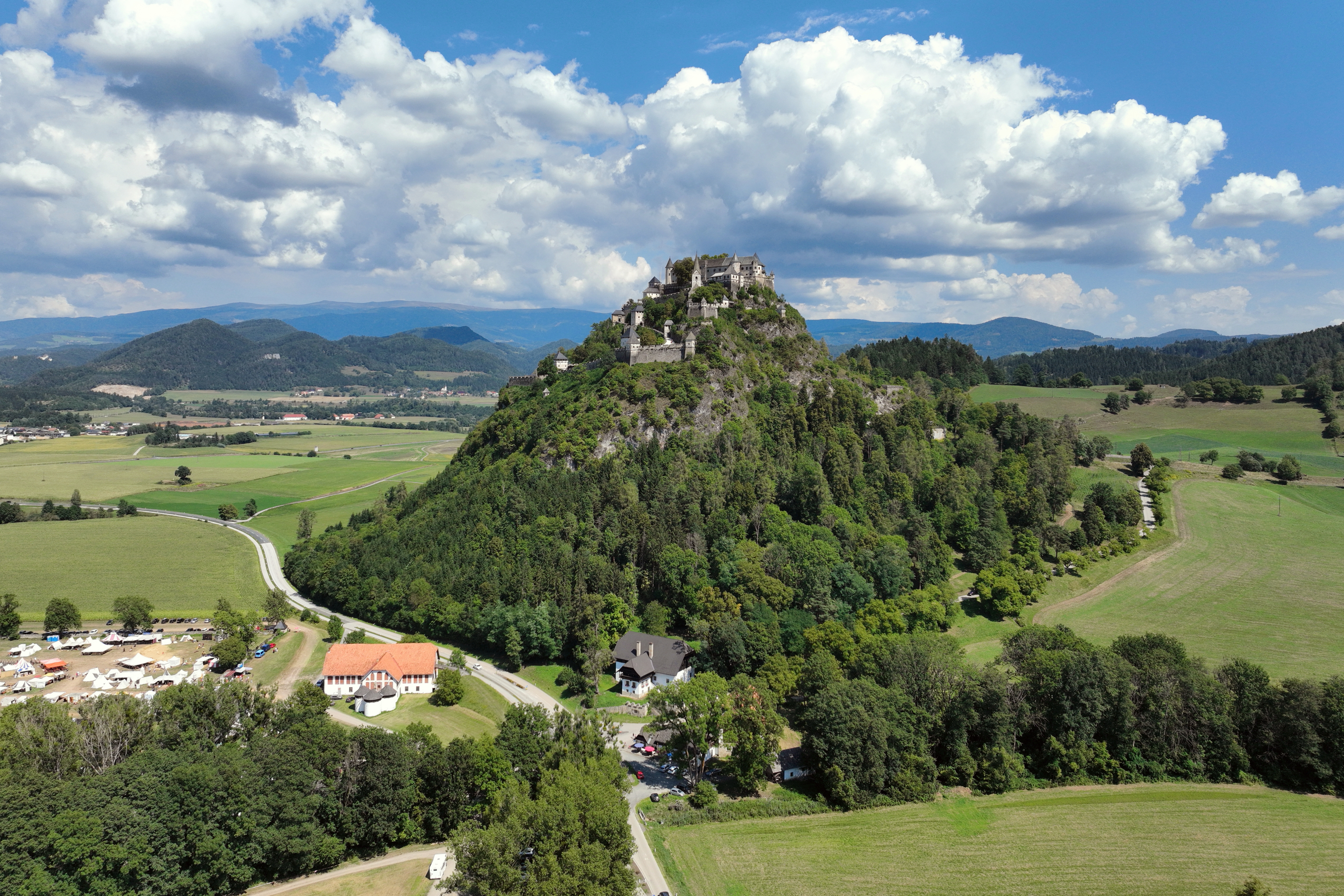
Die weithin sichtbare Burg auf einem rund 160 m hohen freistehenden Felskegel
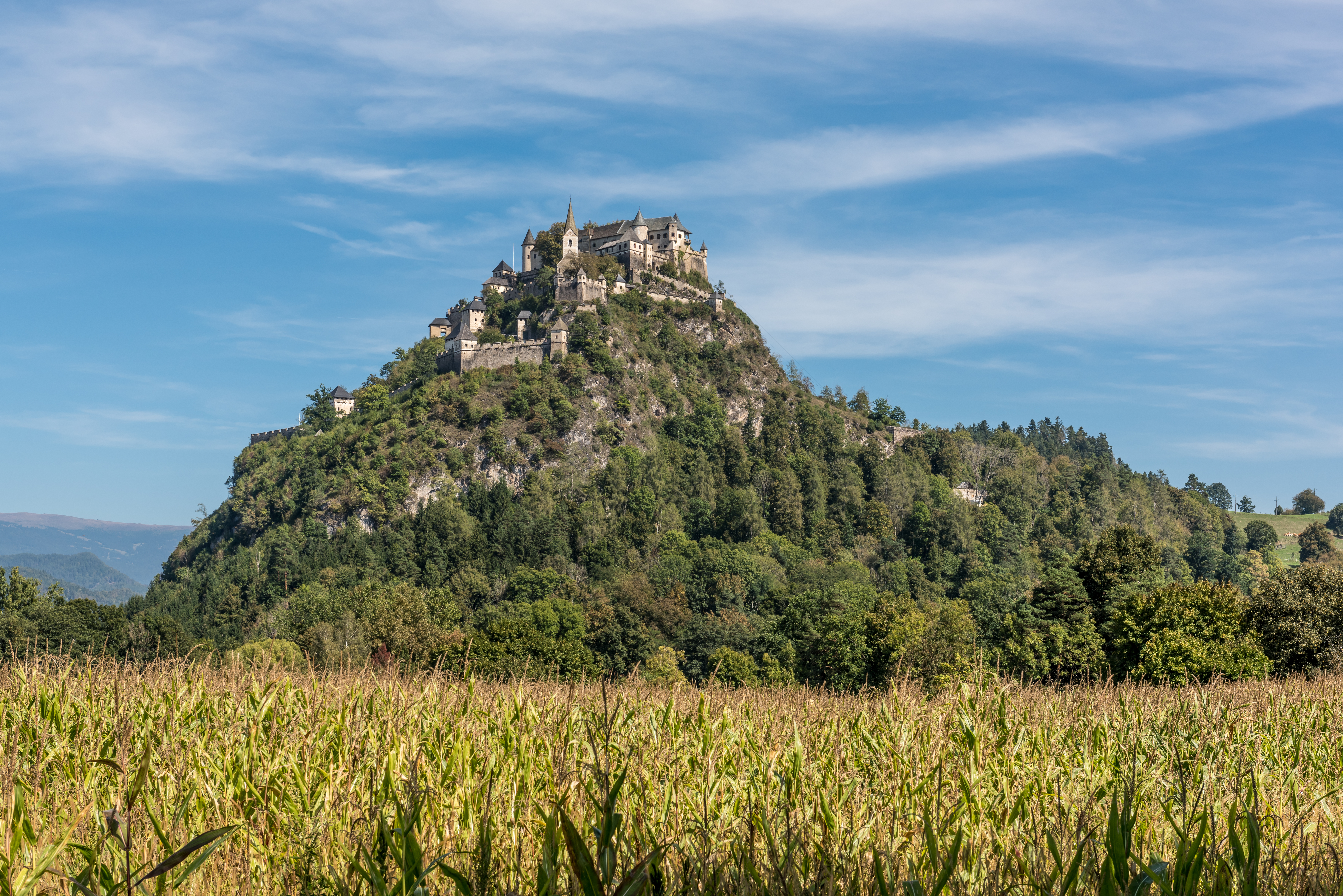
Fernansicht der Burg Hochosterwitz
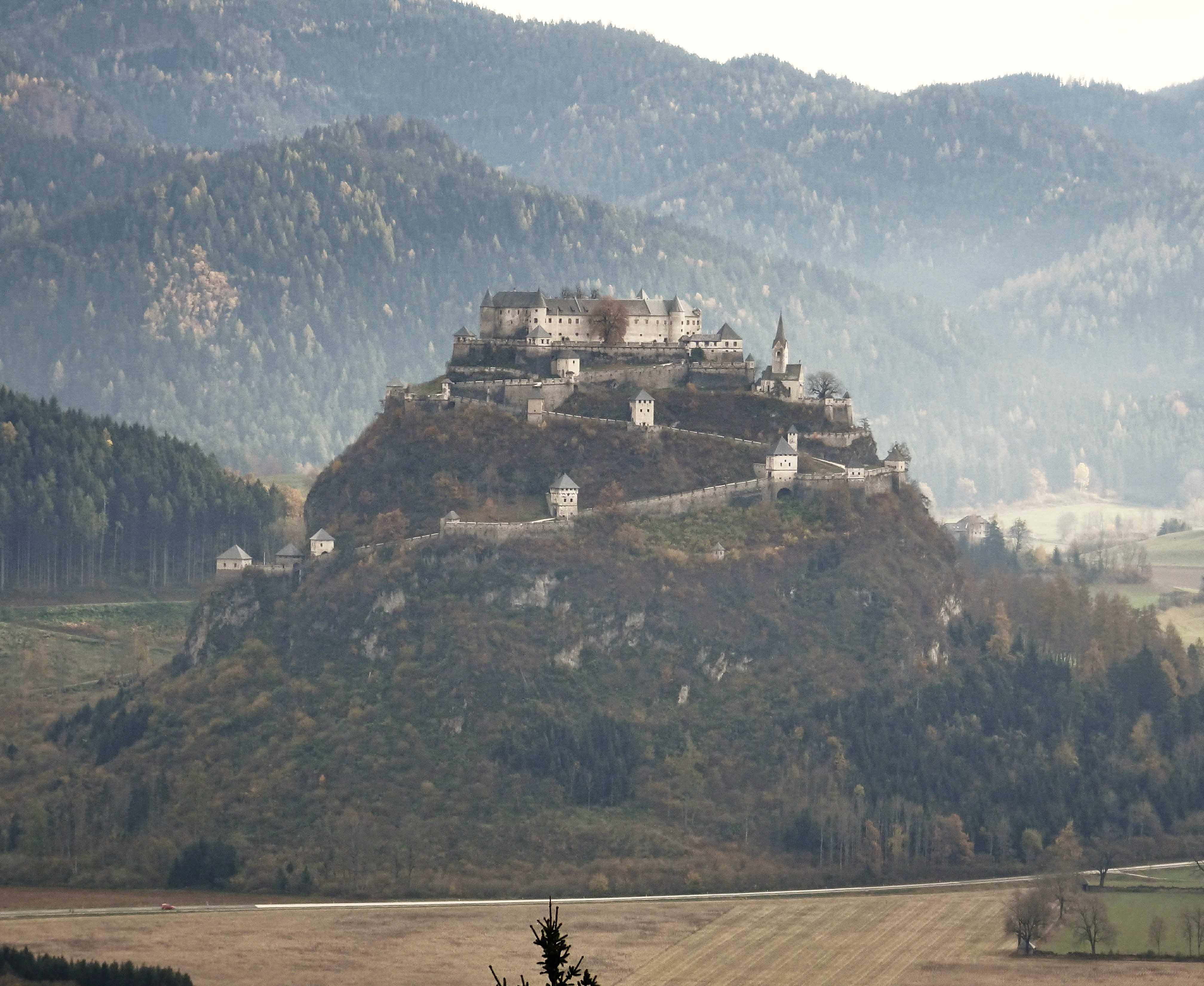
Übersicht über die Anlage auf einem isolierten Felshügel

### Kernburg
Der Gebäudekomplex der Kernburg umschließt einen teils kastanienbestandenen Hof, der heute von einem Restaurationsbetrieb genutzt wird. 
An der linken hinteren Hofmauer befindet sich auch die von Günter Hermann Neckheim ins Deutsche übersetzte Inschrift, dass die Khevenhüllers die Burg für alle Ewigkeit in ihrem Besitz halten und ein christliches, tugendreiches Leben führen mögen.
In den Gebäuden befindet sich das Burgmuseum mit Schaustücken, Dokumenten und Gemälden zur Geschichte der Adelsfamilie Khevenhüller. In den Ausstellungsräumen im Keller wird neben modernen Fotografien eine fragliche Statue der Margarete Maultasch gezeigt.
Die dem Hl. Nikolaus geweihte Burgkapelle öffnet sich ebenfalls vom Burghof. Über dem rundbogigen Portal ist ein Gemälde des Kirchenpatrons. Das Altarbild des barocken Altars zeigt die Heilige Familie. Die Gewölbedecke zeigt Bildnisse der Apostel.
In der Schmiede an der Außenseite der Burg werden historische Rüstungen und Waffen restauriert und hergestellt. Daneben befindet sich eine ca. 20 Meter tiefe Zisterne zum Sammeln des Regenwassers.

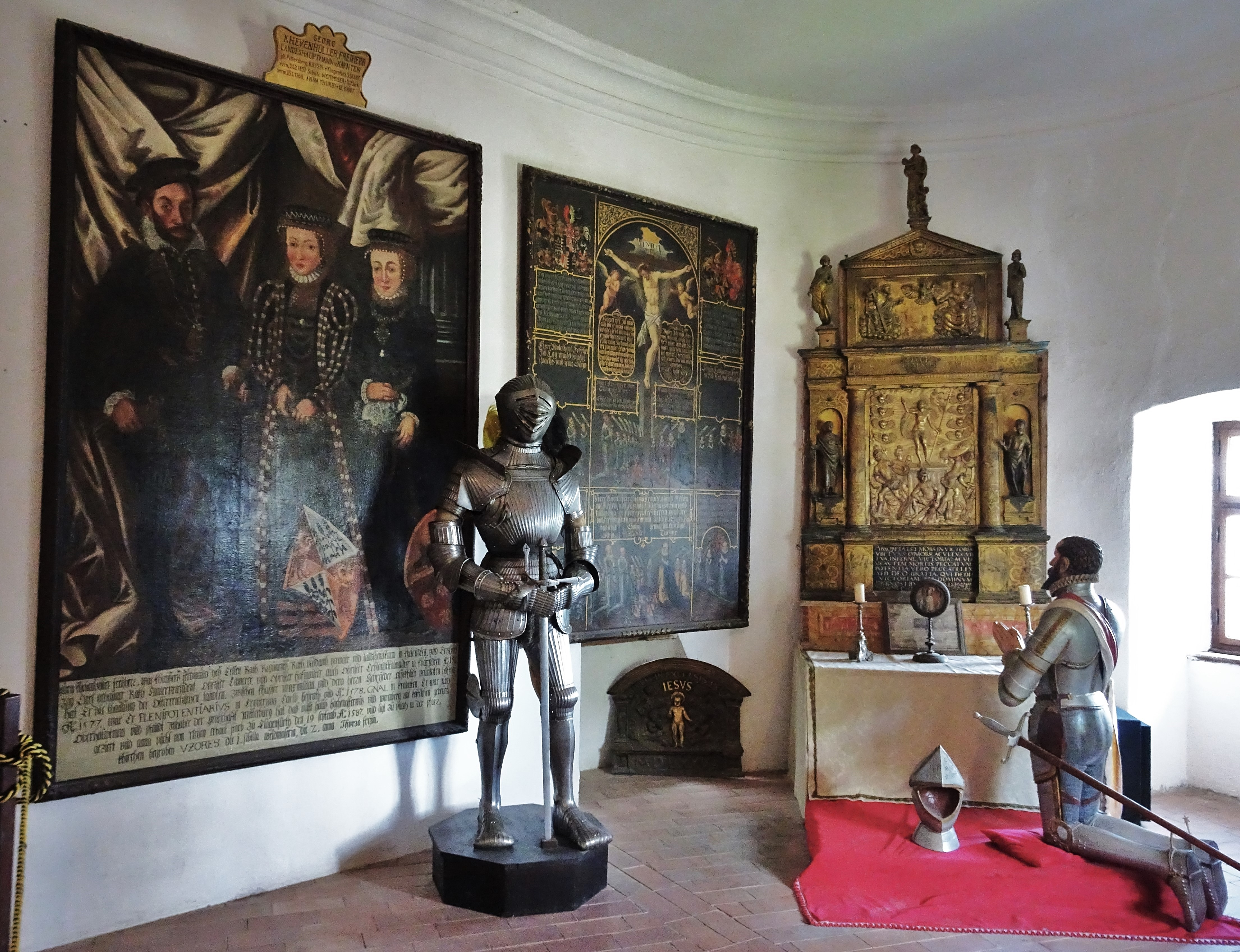
Blick in das Burgmuseum
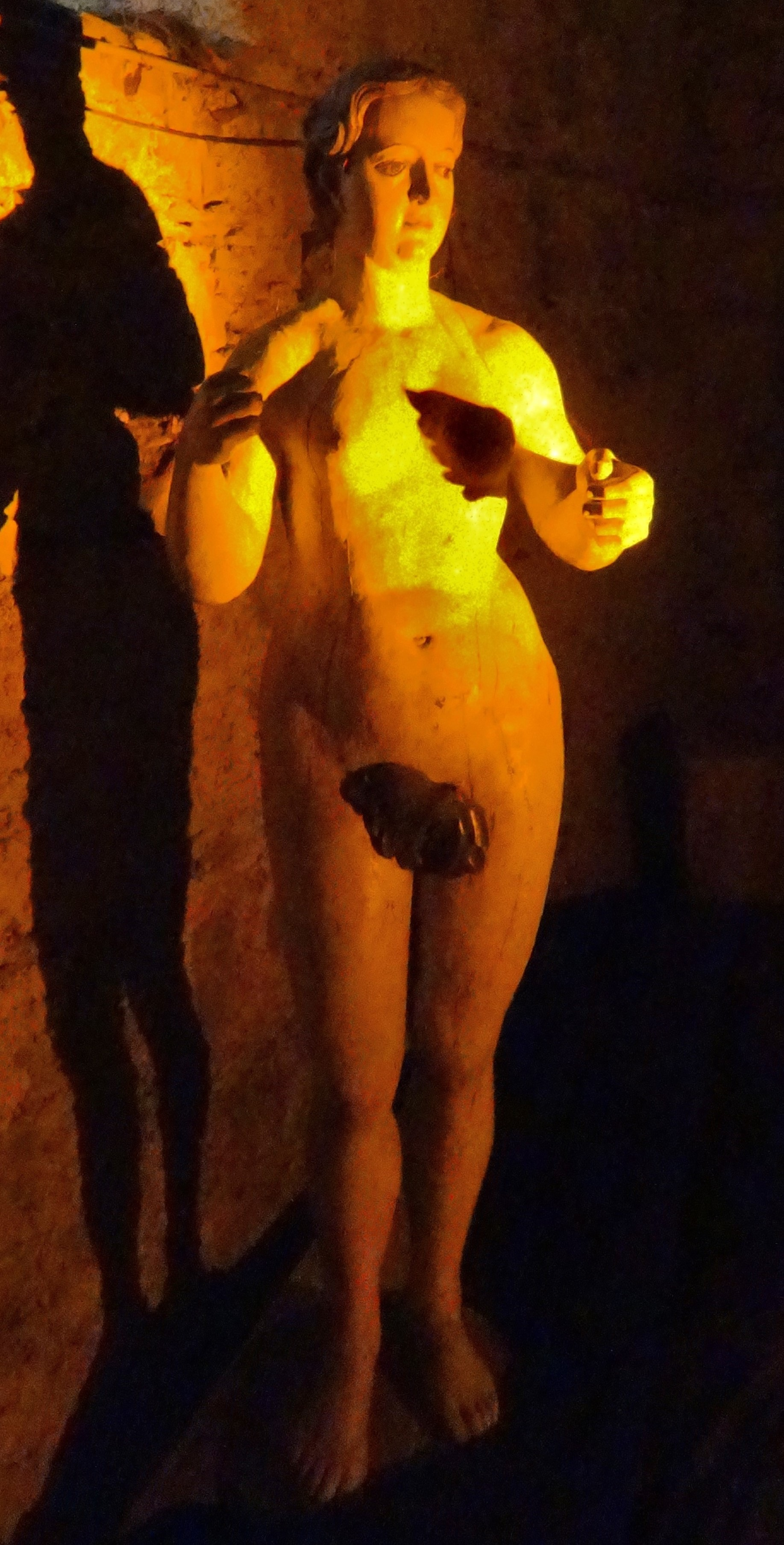
Figur der Margarete Maultasch
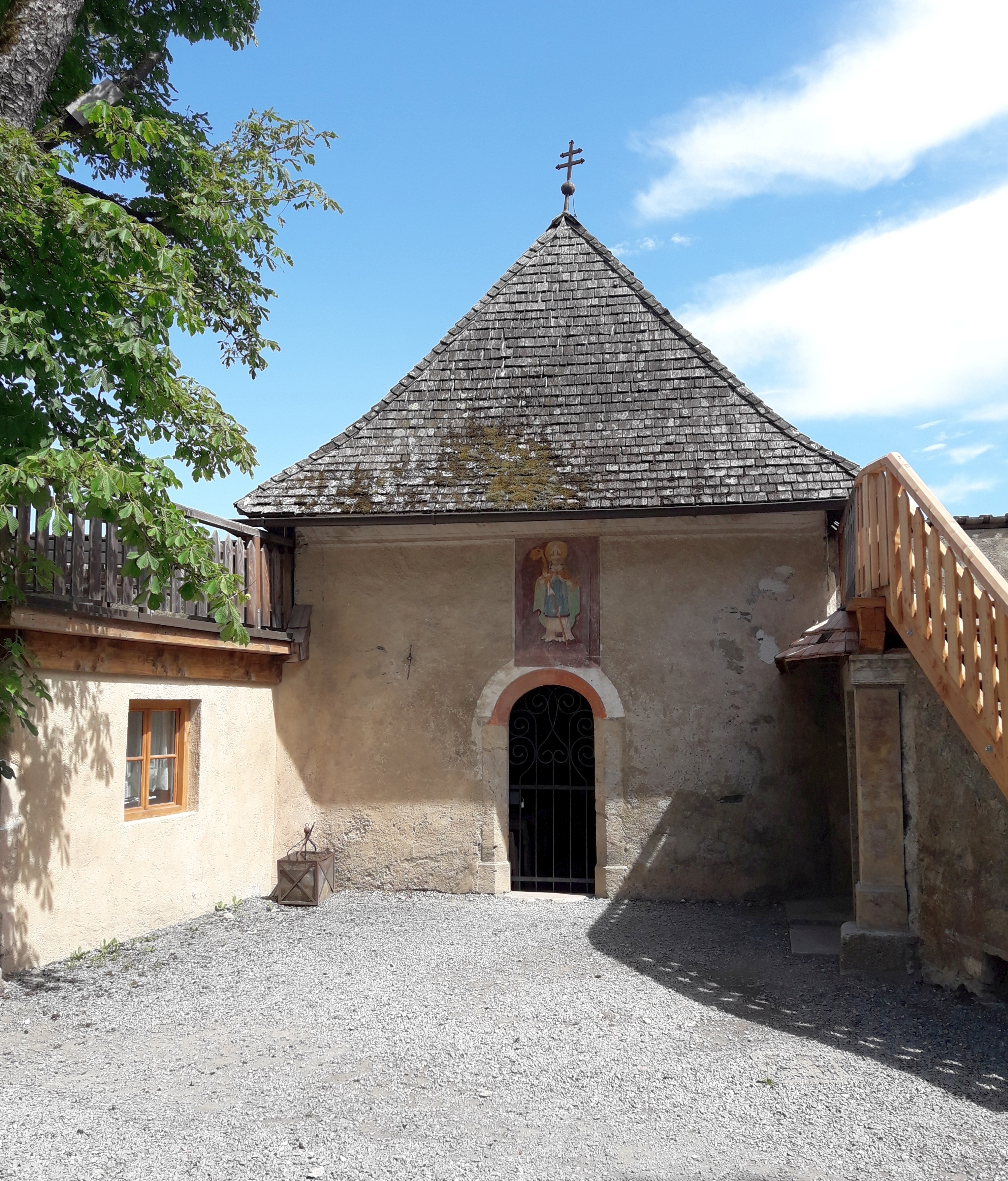
Burgkapelle Hl. Nikolaus
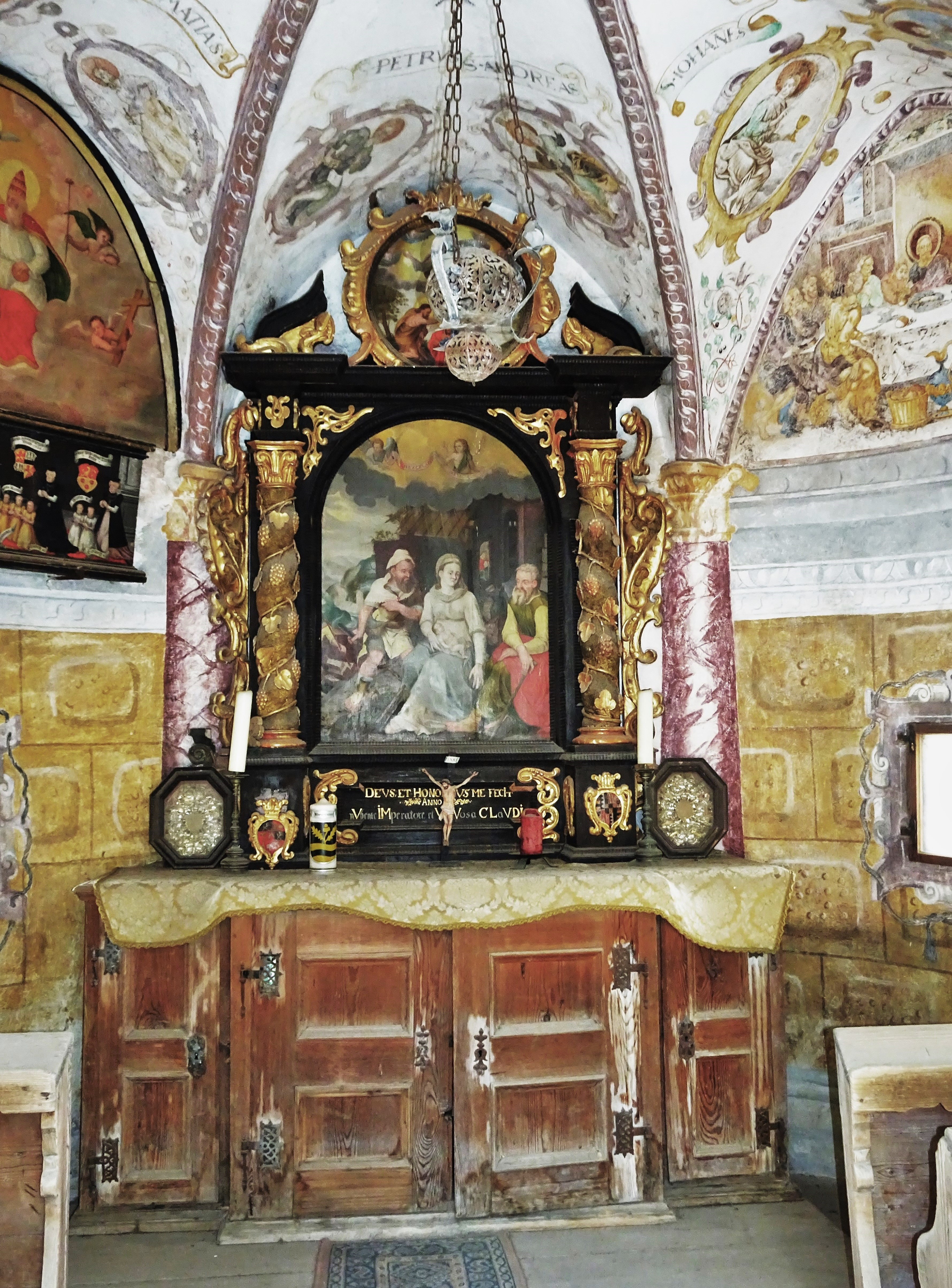
Altar der Burgkapelle Hl. Nikolaus
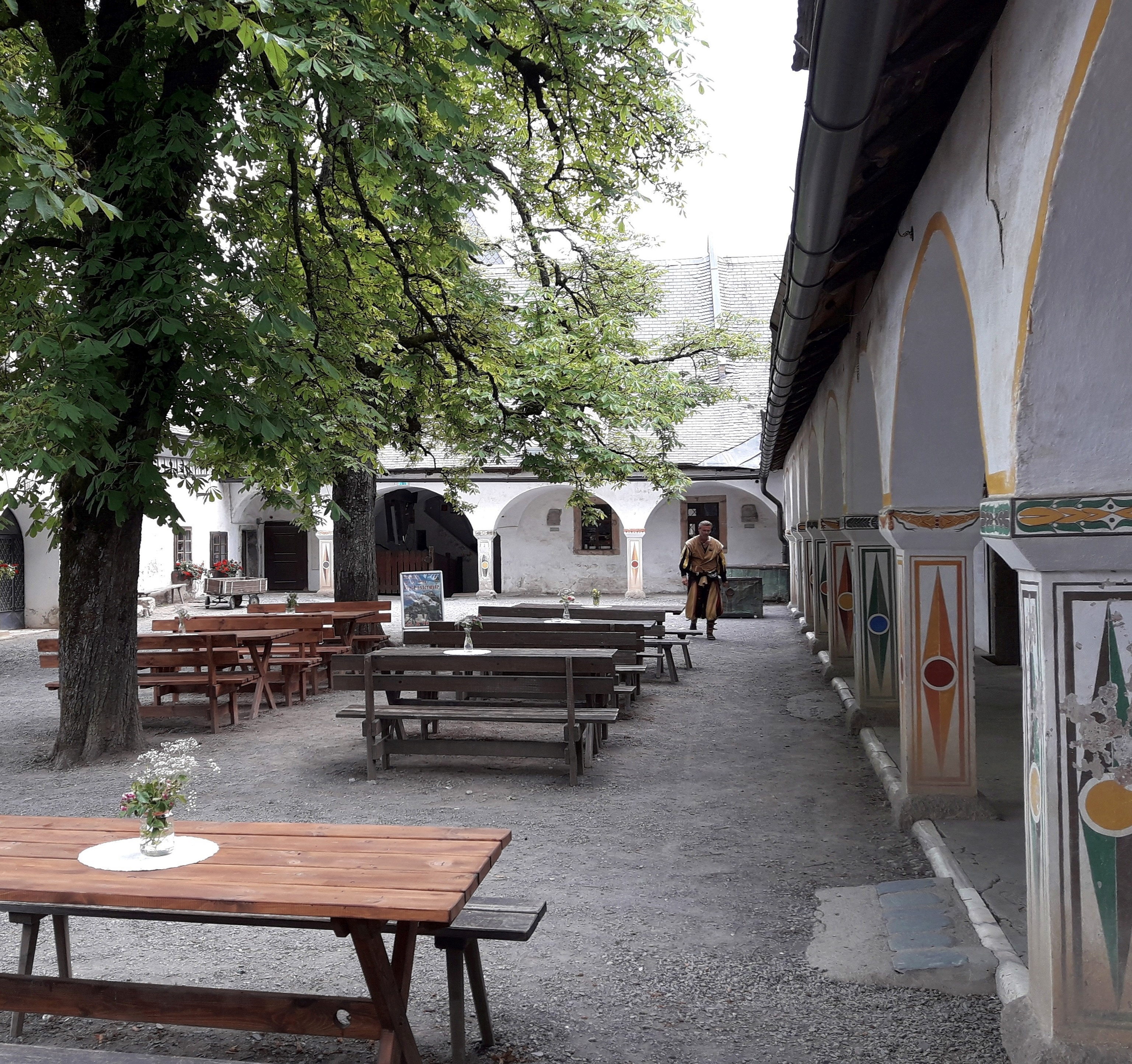
Innenhof der Kernburg

### Burgkirche
Die Burgkirche ist vom Kirchentor (13. Tor, siehe unten) aus über einen schmalen Pfad erreichbar und liegt somit tiefer als die Burg. Im Gegensatz zur eigentlichen Burg stand die Kirche der Bevölkerung stets zur Verfügung. Interessant ist das Portal, das aus Italien stammt und im oberen Bereich Brustbilder der zwölf Apostel mit Christus zeigt. Der Hochaltar ist barock und zeigt den hl. Johannes Nepomuk, dem die Kirche geweiht ist.
Seit 1607 befindet sich in der Burgkirche die Gruft der fürstlichen Familie Khevenhüller-Metsch. Damals lehnte es die wieder katholisch gewordene Pfarre Villach ab, den protestantischen Franz Freiherrn von Khevenhüller in der Hauptpfarrkirche („Villacher Dom“) zu bestatten. Zuletzt wurde Maximilian Fürst zu Khevenhüller-Metsch (1919–2010) in der Burgkirche begraben.

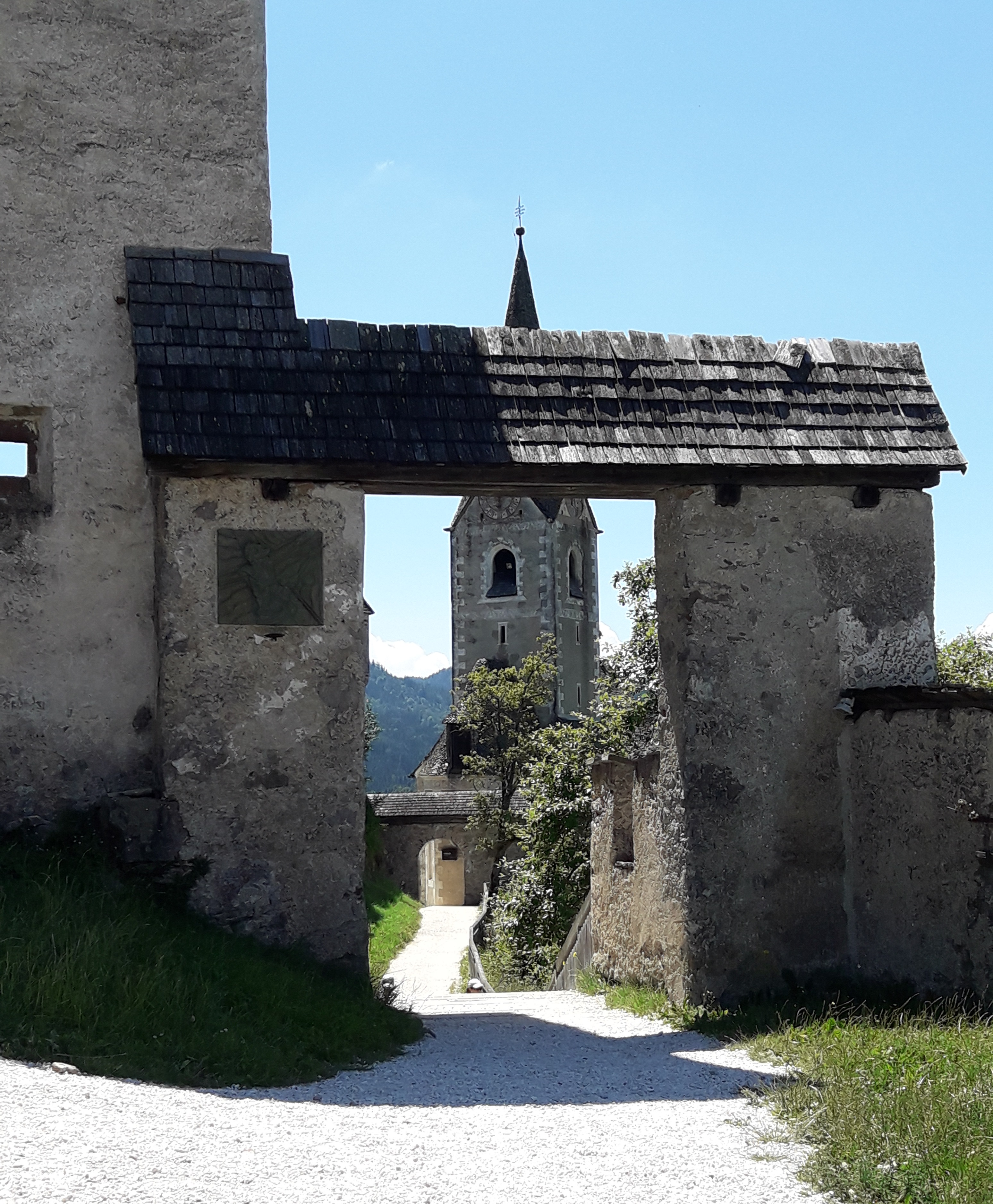
Zugangsweg zur Burgkirche Hl. Johann Nepomuk
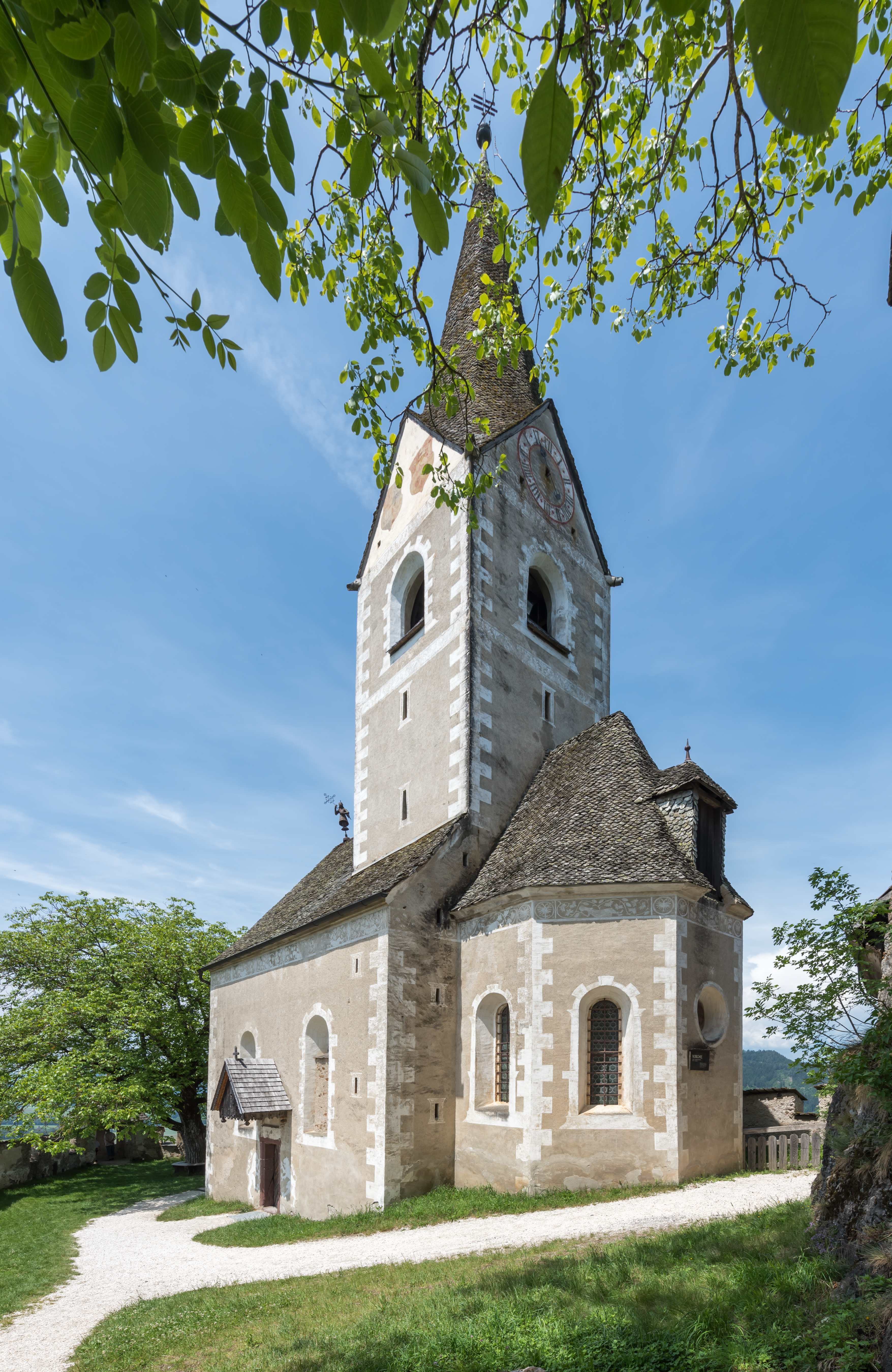
Burgkirche Hl. Johann Nepomuk
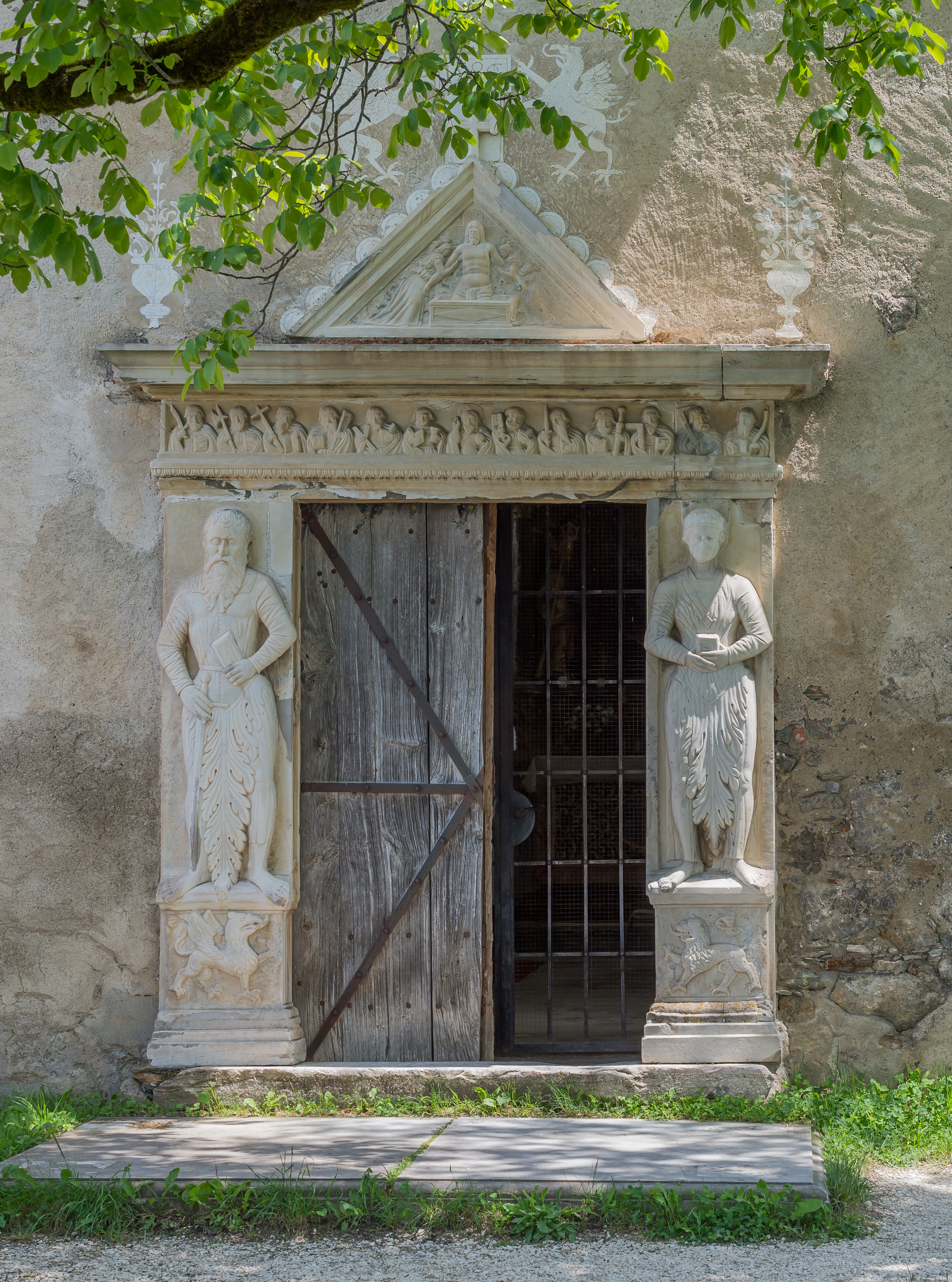
Portal der Burgkirche Hl. Johann Nepomuk
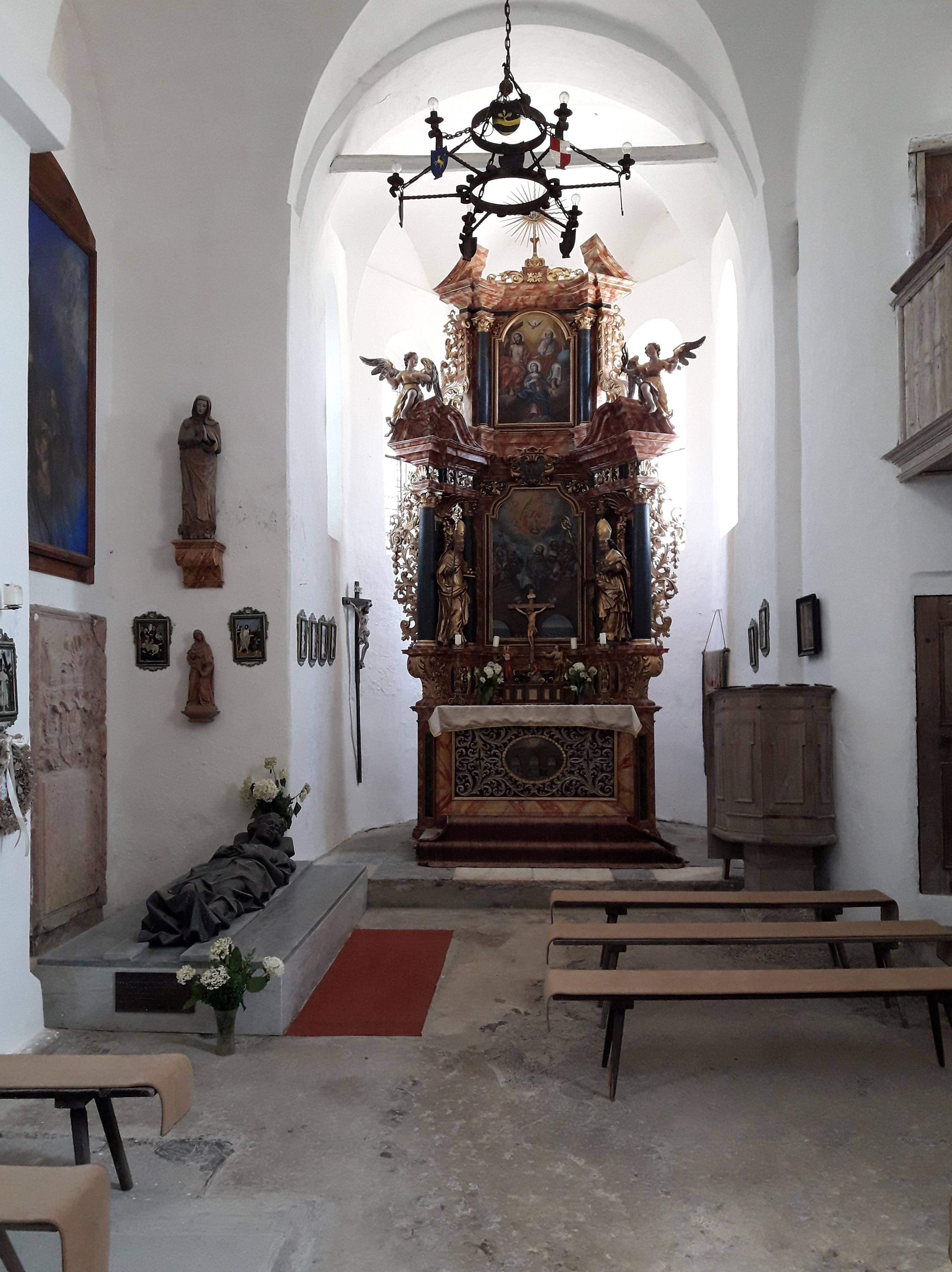
Innenraum der Burgkirche Hl. Johann Nepomuk
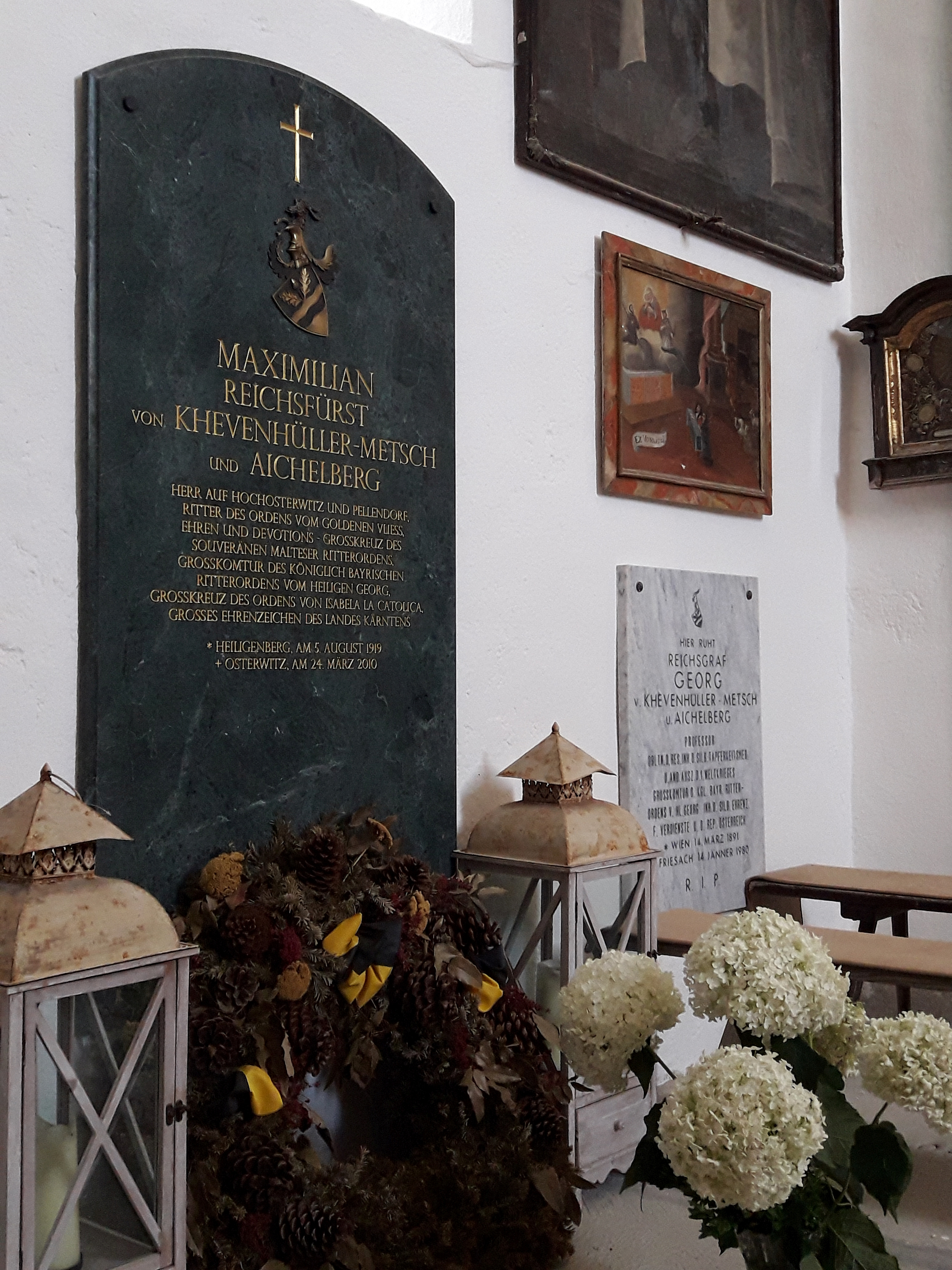
Khevenhüller-Grabmäler im Inneren

### Torbauten
Wesentlich für die Verteidigungsstärke der Burg waren die den Zugangsweg schützenden Tore. Ihre geschickte Anlage machte die Burg uneinnehmbar, da ein Gegner erst Tor für Tor erobern musste und dabei ständig von allen Seiten dem Abwehrfeuer der Verteidiger ausgesetzt war. Im 21. Jahrhundert wurde jedem Torbau ein modernes christliches Reliefmotiv eines Künstlers hinzugefügt.

#### 1. Fähnrichtor, 1575
Das Tor ist verziert mit zwei überlebensgroßen Fahnenschwingern, Landsknechte des 16. Jahrhunderts mit Fahnen in den Farben schwarzgelb (für Khevenhüller) und rotweiß (die Landesfarben). Diese gaben dem Tor seinen Namen. Laut Schlussstein wurde der Bau des Tores im Jahre 1580 abgeschlossen.
Das Tor hat eine besonders wohldurchdachte strategische Lage und Ausstattung. Rechts vom Tor liegt ein abschüssiges und unzugängliches Gelände, links erhebt sich die gewaltige Steinwand, die für damalige Verhältnisse unbezwingbar war. Das Erdgeschoß besteht aus zwei nach hinten offenen Räumen: die Durchfahrt und daneben ein Raum für das Geschütz, das auch in einem vorgeschobenen Torteil mit Ausschussöffnungen die Flankierung der gesamten Torfront besorgte. Das eisenbeschlagene Tor ist noch das ursprüngliche; es war bemalt und trug als Türklopfer die in den Sammlungen ausgestellten bronzenen Widderköpfe.

#### 2. Wächtertor, 1577
Zum Wächtertor führt ein schmaler Felspfad vom Fähnrichtor. Links an die gewaltige Steilwand gebaut, ragt es rechts über einen gähnenden Abgrund. Es besitzt einen Wehrerker mit Fußspalte, von dem aus es sich gut verteidigen ließ. Die Fenster wurden im Belagerungsfall mit eisenbeschlagenen Läden verschlossen. Eine gebrochene Steintreppe im Inneren des Tores führt nach außen auf ein kleines Felsplateau, von dem aus Steinblöcke auf Angreifer geschleudert werden konnten.
Die Portale sind reich mit Marmor verkleidet; das heute im Museum stehende Portal war überaus prunkvoll verziert mit Messingbeschlägen und Messingringen, Beschlägen in Tierkopfform, Eisenbänderverzierungen und Türbemalungen. Das Dach war mit unbrennbaren Steinschindeln bedeckt. Das Tor wurde 1577 fertiggestellt.

#### 3. Nautor, 1578
Das Tor trägt seinen Namen vom Mittelhochdeutschen Nau, kleines Schiff, weil es im Grundriss wie ein Schiffsbug über dem Abgrund thront. Der Weg zum Tor ist sehr schmal und mit Absicht wurde es sehr eng am Felsen hochgezogen, um es einem Gegner zu erschweren, gegen das Tor anzurennen.

#### 4. Engeltor, 1577
Dieses Tor ist einer der stattlichen Torbauten der Anlage, vorne und hinten durch tiefere Felskerben (Schluchten) und bergwärts durch einen überhängenden Steilhang geschützt. An ihm sind noch die Kettenschlitze für die einstige Zugbrücke zu sehen. Neben dem Durchgang in Richtung des Burgwegs war auch noch ein Austritt zum anschließenden Waffenplatz untergebracht. Das Portal ist aus rotem Sandstein gearbeitet. Der marmorne Schlussstein mit dem namengebenden Engelsrelief trägt die Jahreszahl 1577, womit jedoch nur der Umbau gemeint ist. Die Mannschaften waren in einem eigenen 1577 erbauten Wachturm untergebracht. Dieser wurde in den Jahren 2012–2015 zum Gardemuseum der Khevenhüllergarde Hochosterwitz ausgebaut. Es zeigt militärische Uniformen und Ausrüstungsgegenstände vom 16. Jahrhundert bis heute. Der Turm ist halb unterkellert, im Obergeschoß befand sich ein Schlafraum.

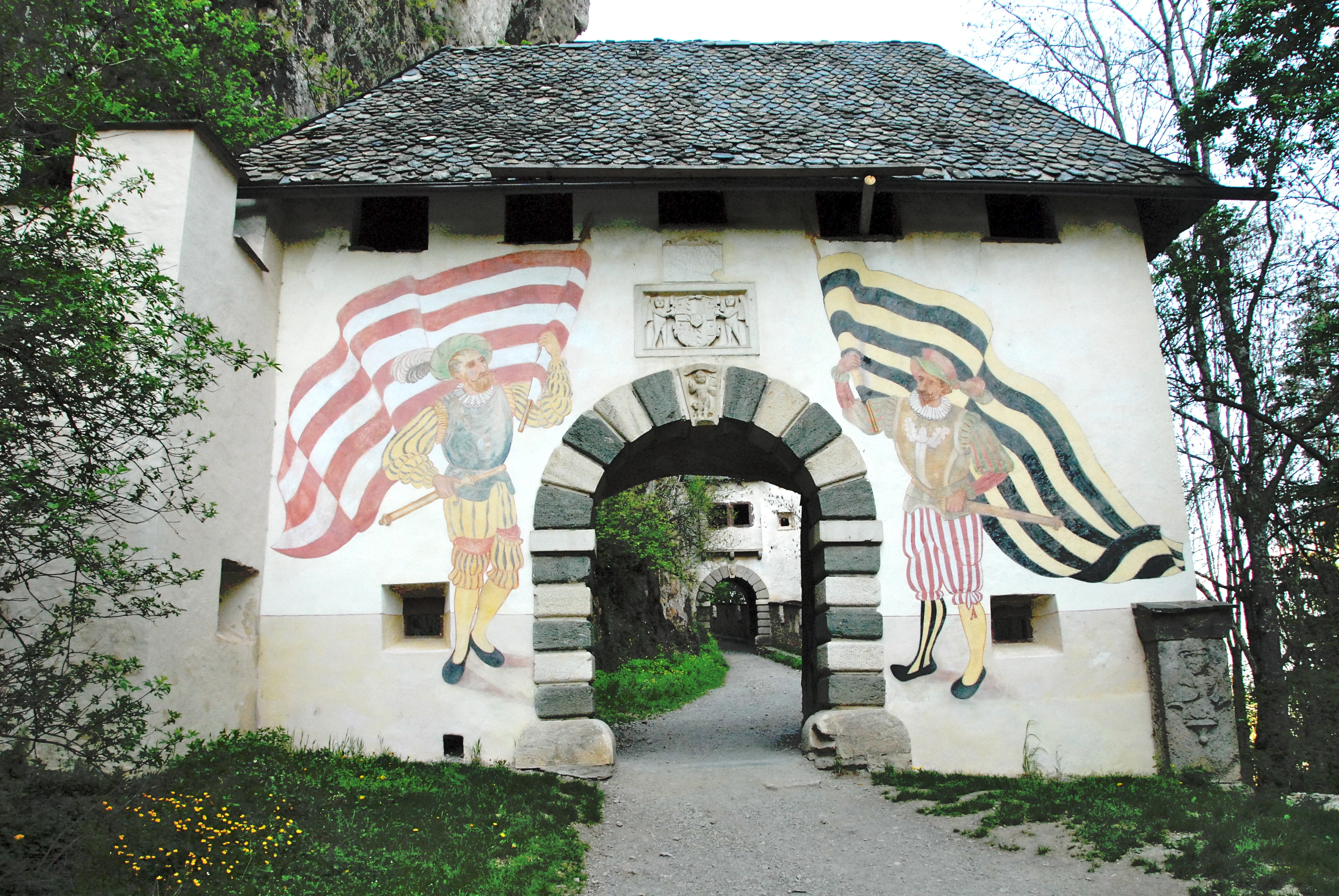
Fähnrichtor
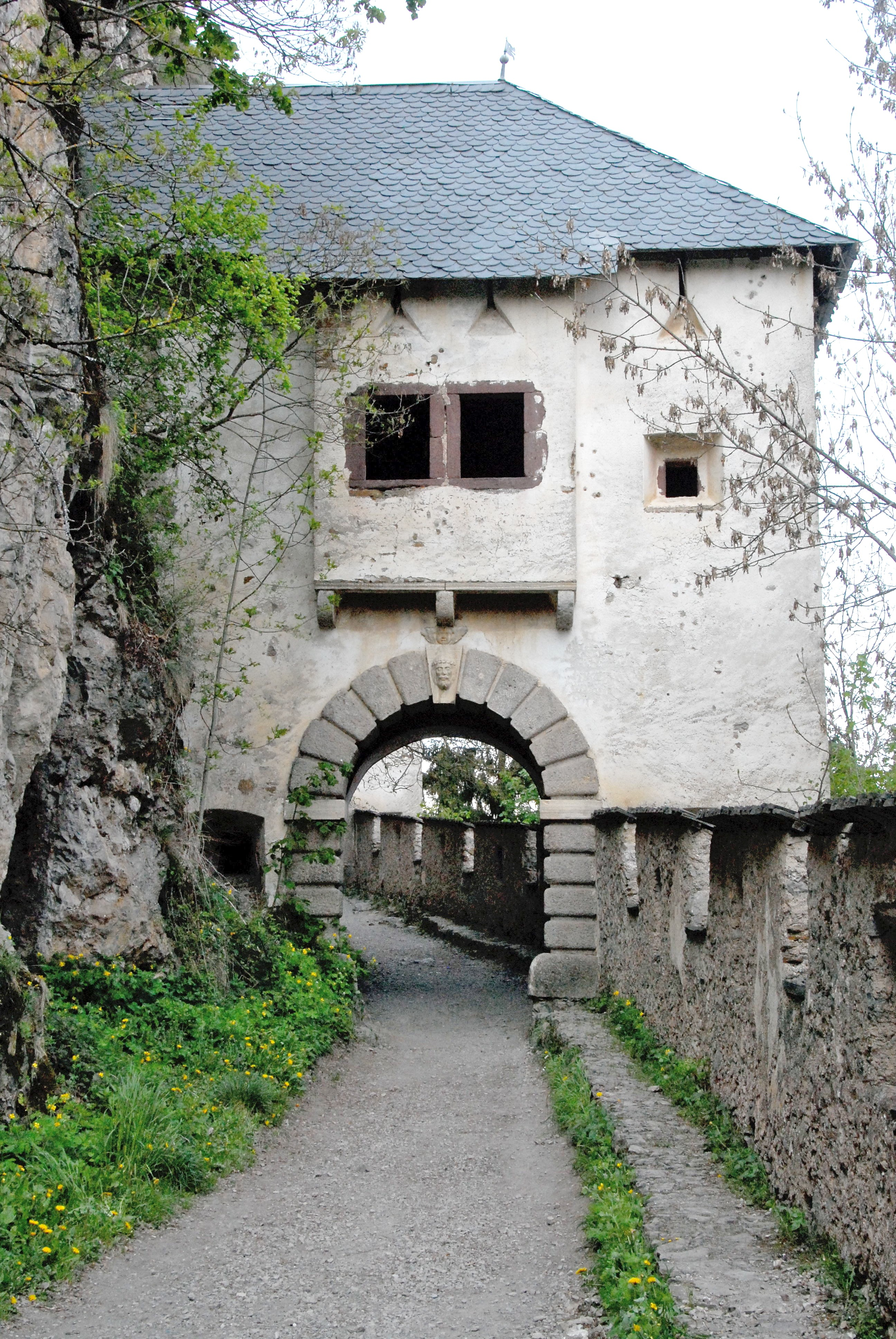
Wächtertor
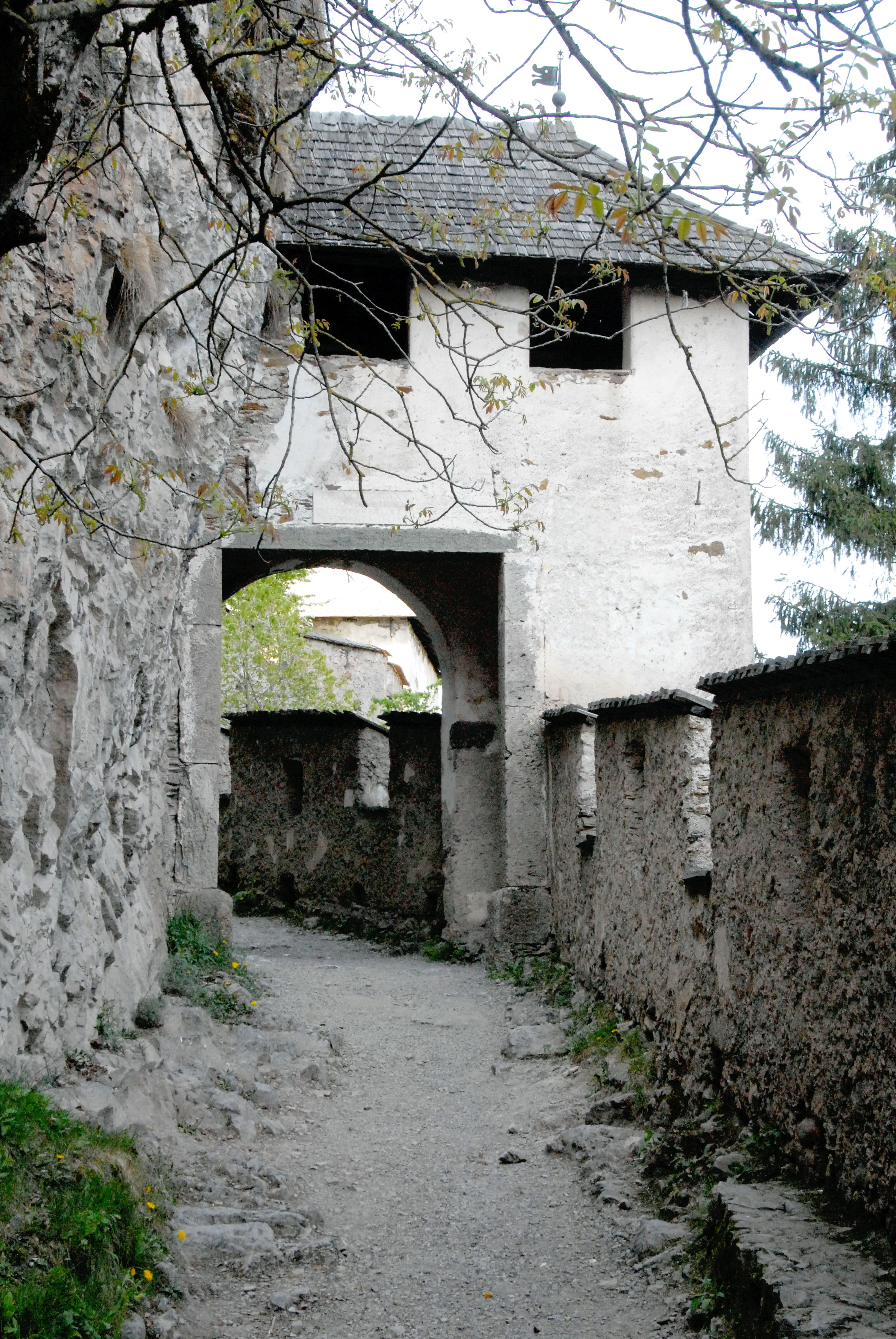
Nautor
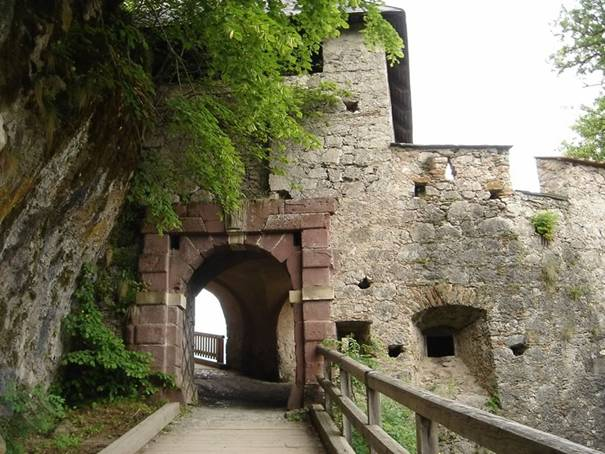
Engeltor
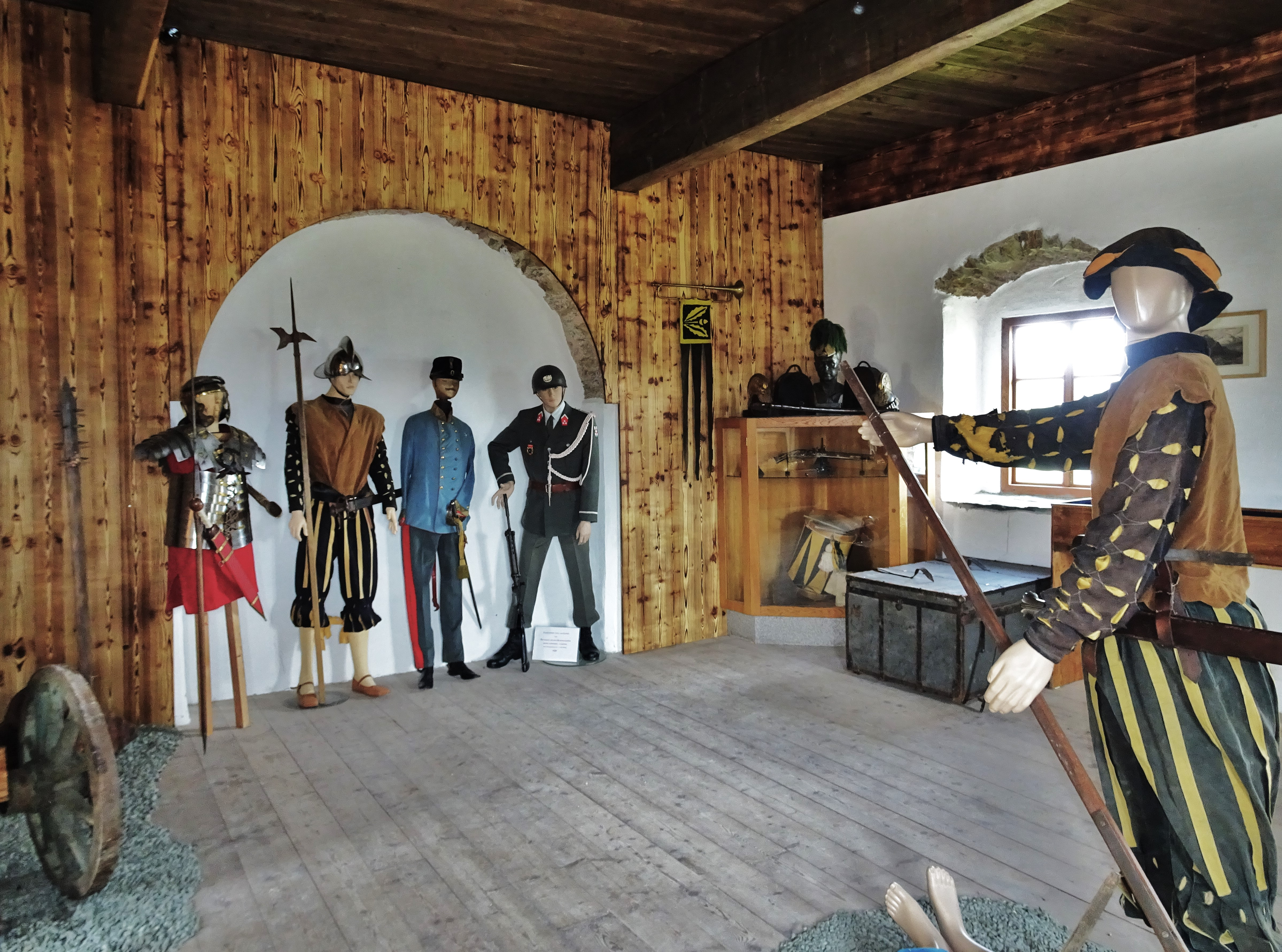
Blick ins Gardemuseum

#### 5. Löwentor, 1577
Die Löwen, die einst auf die eisenbeschlagenen Torflügel gemalt waren, gaben diesem fünften Tor seinen Namen. Im Schlussstein ist ein Kreuz zu erkennen, darüber eine Spruchtafel und ein marmornes Jesusrelief.
Das hintere Stück der Brücke ist als Zugbrücke ausgebildet, deren Rollenschlitze in der Torwand noch zu erkennen sind. Der Brückenmechanismus befand sich im Obergeschoß, das über die felsige Böschung oder einen vom vierten zum sechsten Tor vorbeiführenden Pfad erreicht werden konnte.

#### 6. Manntor, 1579
Das Manntor ist ein besonderes Beispiel für die vielfältigen Verteidigungseinrichtungen von Hochosterwitz: Der Eingang zur kurzen, tonnengewölbten Durchfahrt ist unversperrt und nur am rückwärtigen Ende ist ein Tor angebracht. Dieses ließ sich jedoch nur gegen den heranstürmenden Feind öffnen. Der Durchfahrtraum selbst konnte beiderseitig durch Schießscharten und in der Decke durch ein Gussloch verteidigt werden. Links des Tores stand ein Geschütz, das den vor dem Tor liegenden Bereich des Burgwegs unter Beschuss nehmen konnte. Von den Zinnen der dahinter liegenden Ringmauer konnte unterstützend eingegriffen werden für den Fall, dass das Tor fällt. Ein Inschriftstein am Tor trägt die Jahreszahl 1579.

#### 7. Khevenhüllertor, 1582
Als siebente Wegsperre diente das Khevenhüllertor. Es ist das prächtigste von allen Toren. Das rundbogige Tor ist von einer Rustikaumrahmung aus grünem Schiefer umgeben. Über dem mit einem Löwenkopf und dem Khevenhüllerwappen von 1580 verzierten Schlussstein befindet sich in einer Nische das marmorne Hochrelief des Erbauers der Burg, Georg II. von Khevenhüller, in voller Rüstung, aber ohne Helm.
Es ist die am aufwendigsten gebaute Toranlage, besitzt drei Geschoße und ist mit Zinnen versehen; das Obergeschoß liegt auf Kragsteinen. Dort gibt es auch eine Reihe von Schuss-Erkern.

#### 8. Landschaftstor, 1570
Das Landschaftstor wurde der Kärntner Landschaft von Landeshauptmann Georg von Khevenhüller gestiftet. Das aus rotem Sandstein erbaute Tor ist über einer Felsschlucht erbaut. Die Zugbrücke ist innerhalb des Tors um eine Mittelachse drehbar angeordnet; sodass ein eindringender Feind plötzlich vor einem gewaltigen Abgrund gestanden und nur die verschlossene Zugbrücke gesehen hätte. Das Tor ist mit Diamantquadern eingefasst, darüber sieht man das Wappen Kärntens und eine Stiftungsinschrift.

#### 9. Reisertor, 1575
Am Reisertor sieht man einen Inschriftstein mit einer geflügelten Sanduhr und einer Waage (um 1575/80).

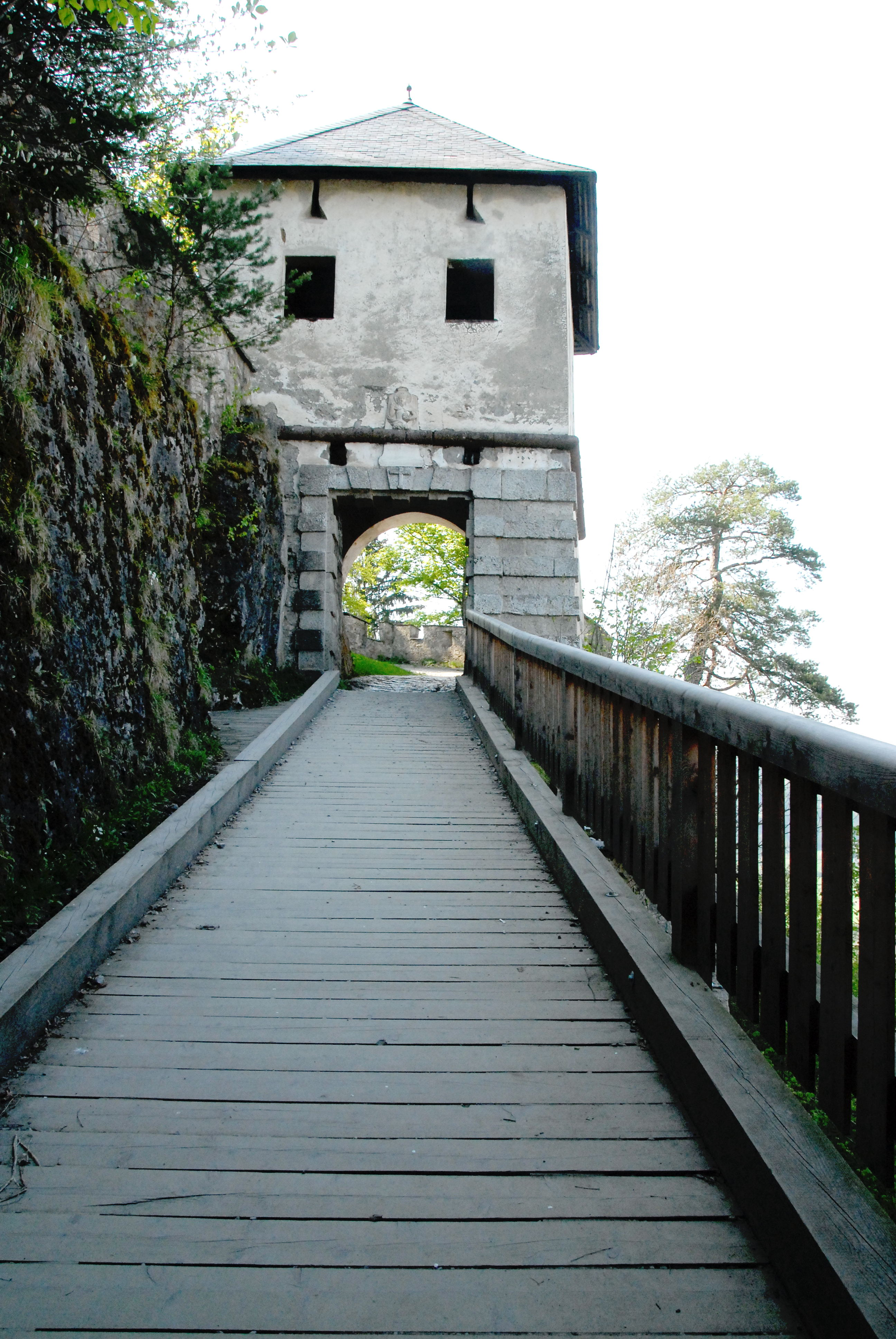
Löwentor
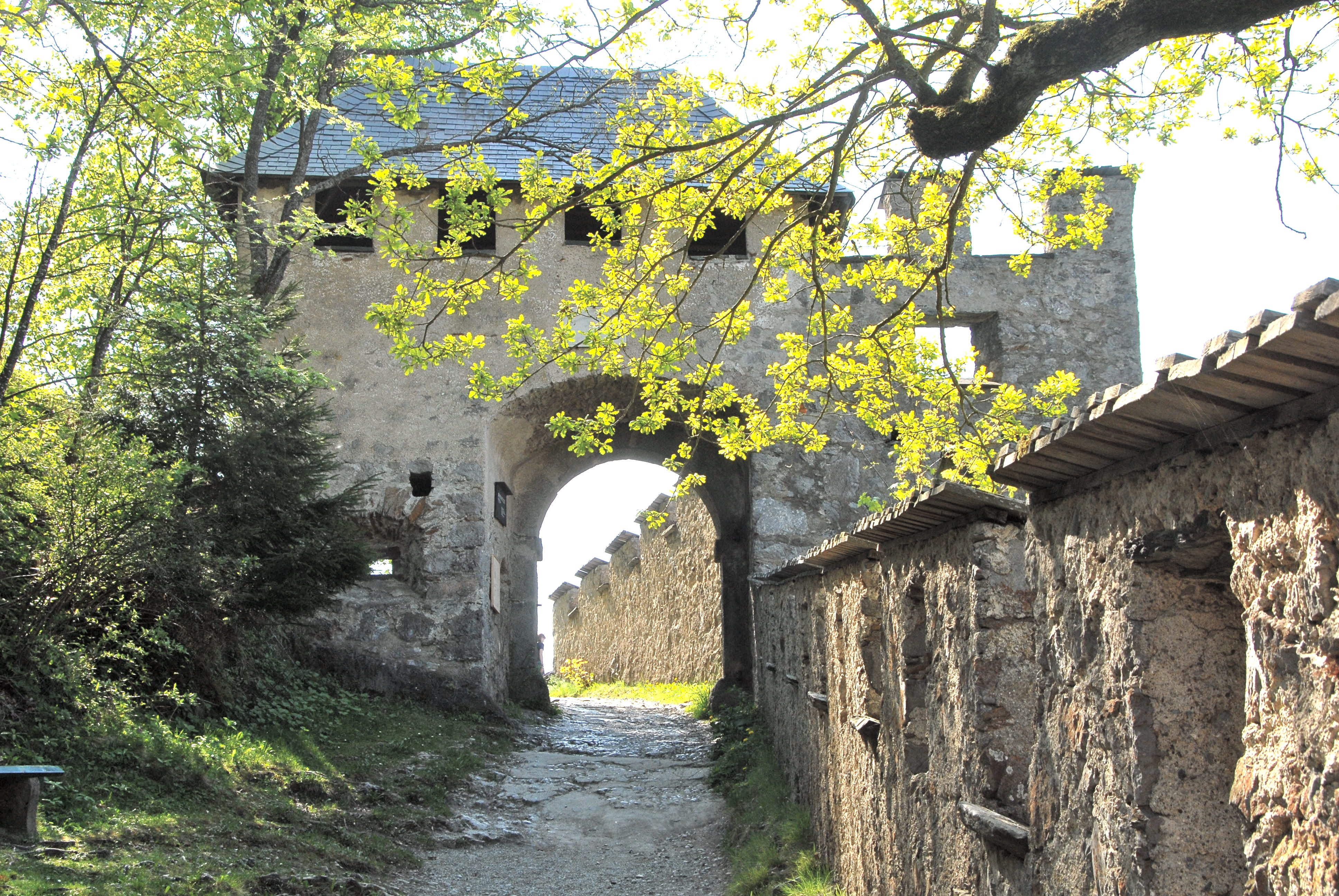
Manntor
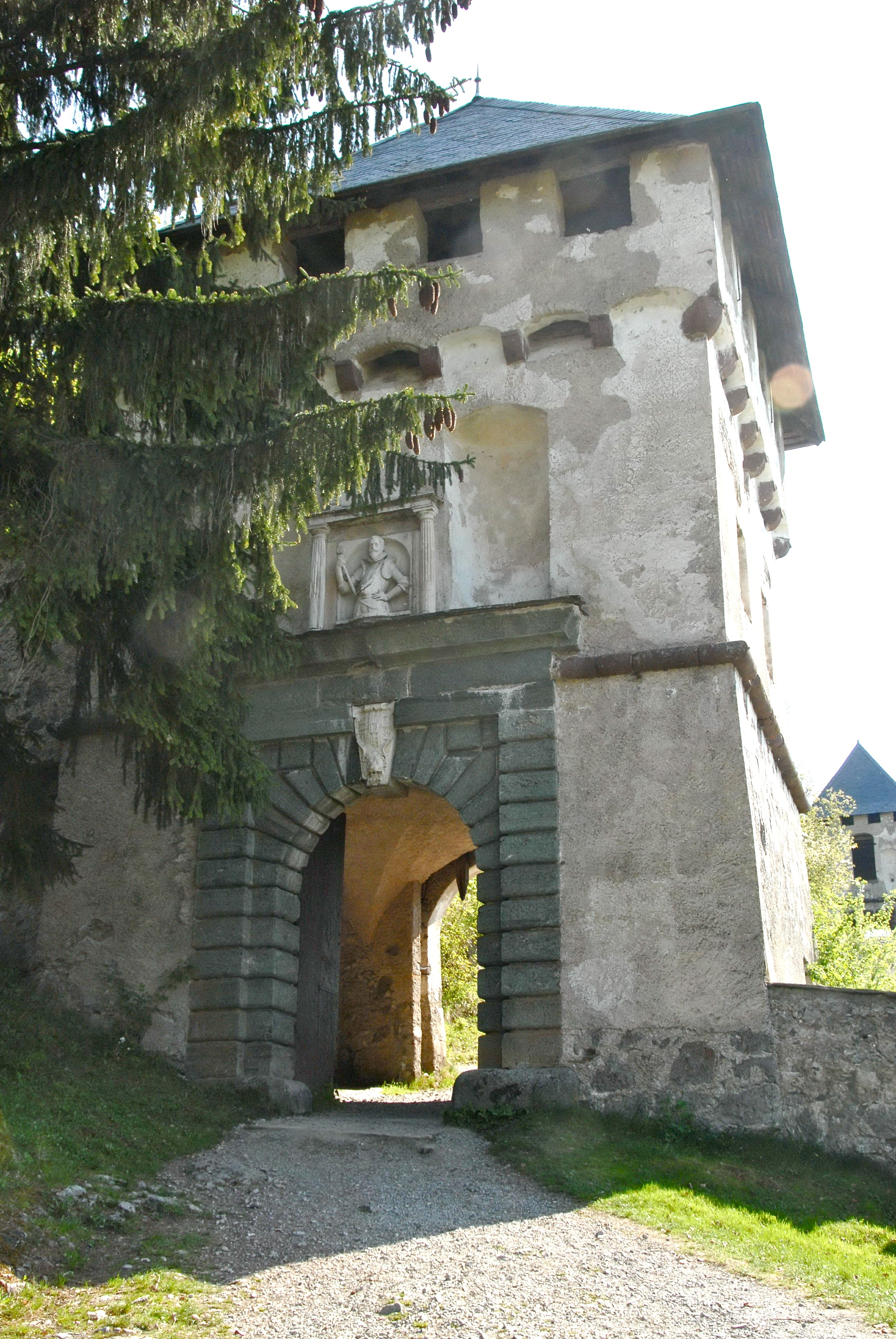
Khevenhüllertor
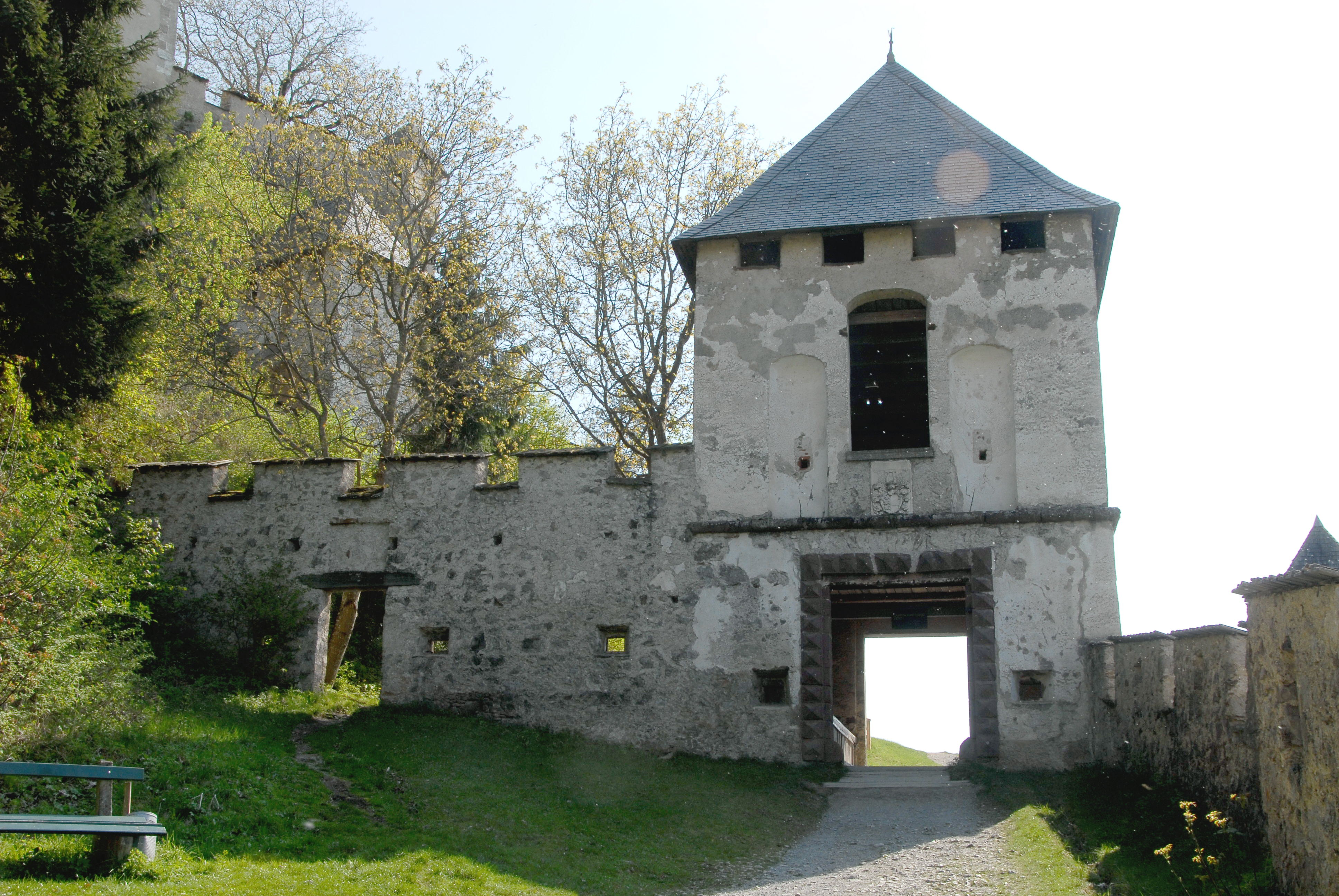
Landschaftstor
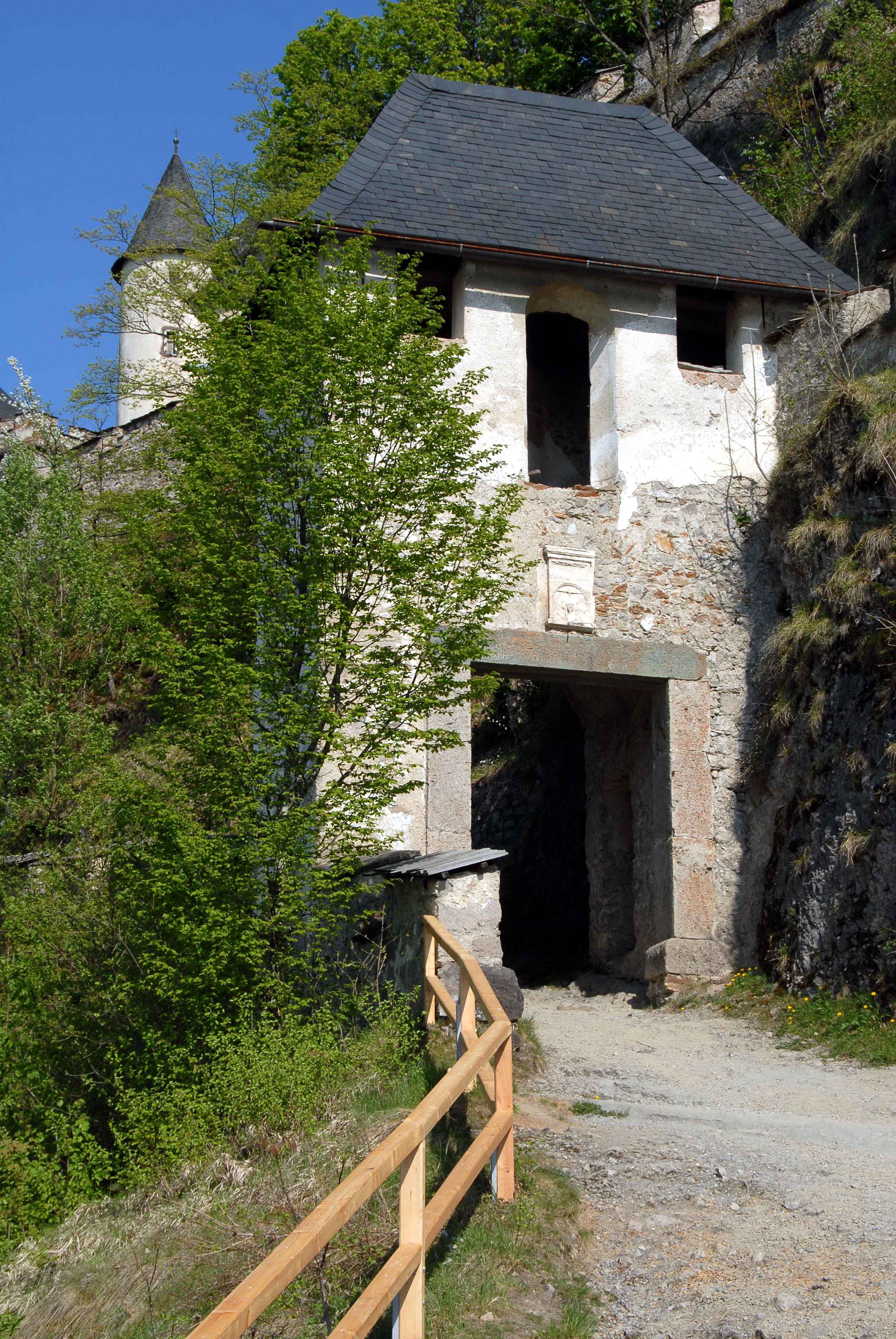
Reisertor

#### 10. Waffentor, 1576
Beim Waffentor befindet sich über dem mächtigen Rundbogentor ein Reliefstein mit dem Bildnis von Erzherzog Karl von Innerösterreich und eine Inschrifttafel von 1576.

#### 11. Mauertor, 1575
Die Torwände des Mauertors bestehen aus Chloritschiefer.

#### 12. Brückentor
Das Brückentor besitzt im Obergeschoß eine Kettenwinde für die Zugbrücke.

#### 13. Kirchentor, 1579
Das Kirchentor ist an die Bastion des Wachturms angelehnt. Beim Kirchentor zweigt ein Weg zur Burgkirche (siehe oben) ab.

#### 14. Kulmertor, 1576
Das letzte Tor ist das 1576 errichtete Kulmertor. Es wurde benannt nach den Kulmern, die lange Zeit Pfleger der Burg waren. Davor überspannte eine Waagbalkenbrücke mit Gusslöchern, einem Fallbaum und einem Fallgatter den tiefen Graben. Innerhalb des langen, gewölbten Tors wendet sich der Burgweg um 90 Grad nach links und führt in den langgezogenen Zwinger vor der eigentlichen Burg.
Das Rustikaportal besteht aus rotem Sandstein. An der nordwestlichen Außenmauer befindet sich eine Inschrifttafel, ein Römerrelief mit einer Opferdienerin ist eingemauert.

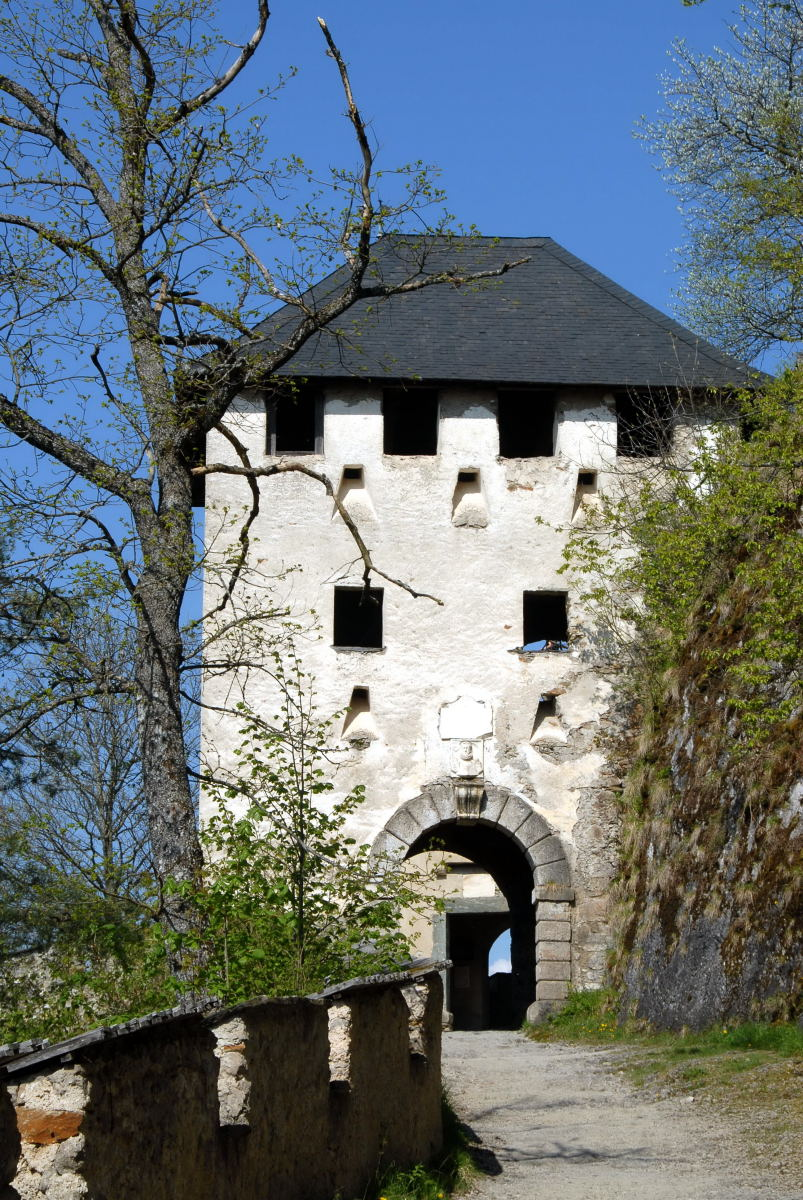
Waffentor
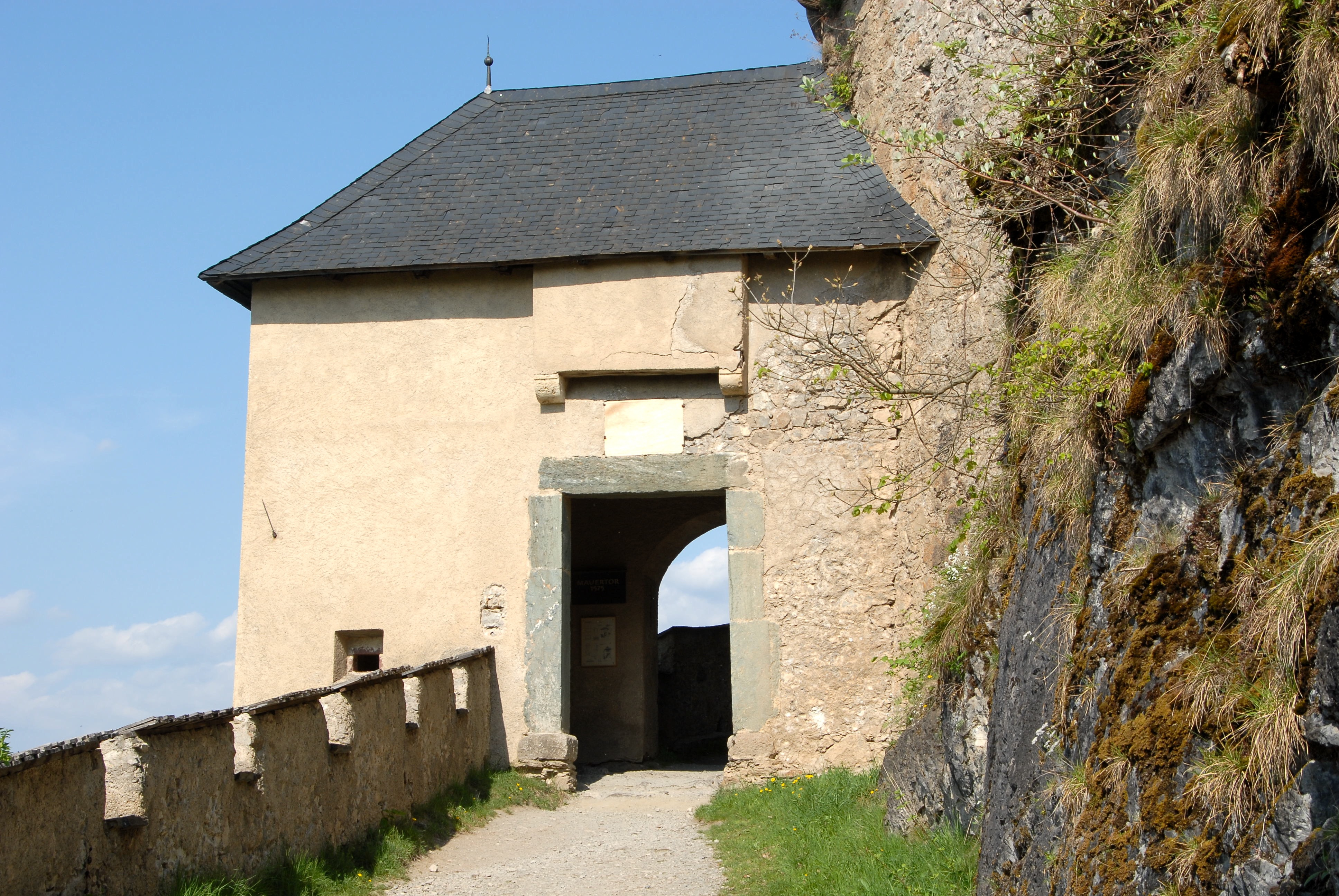
Mauertor
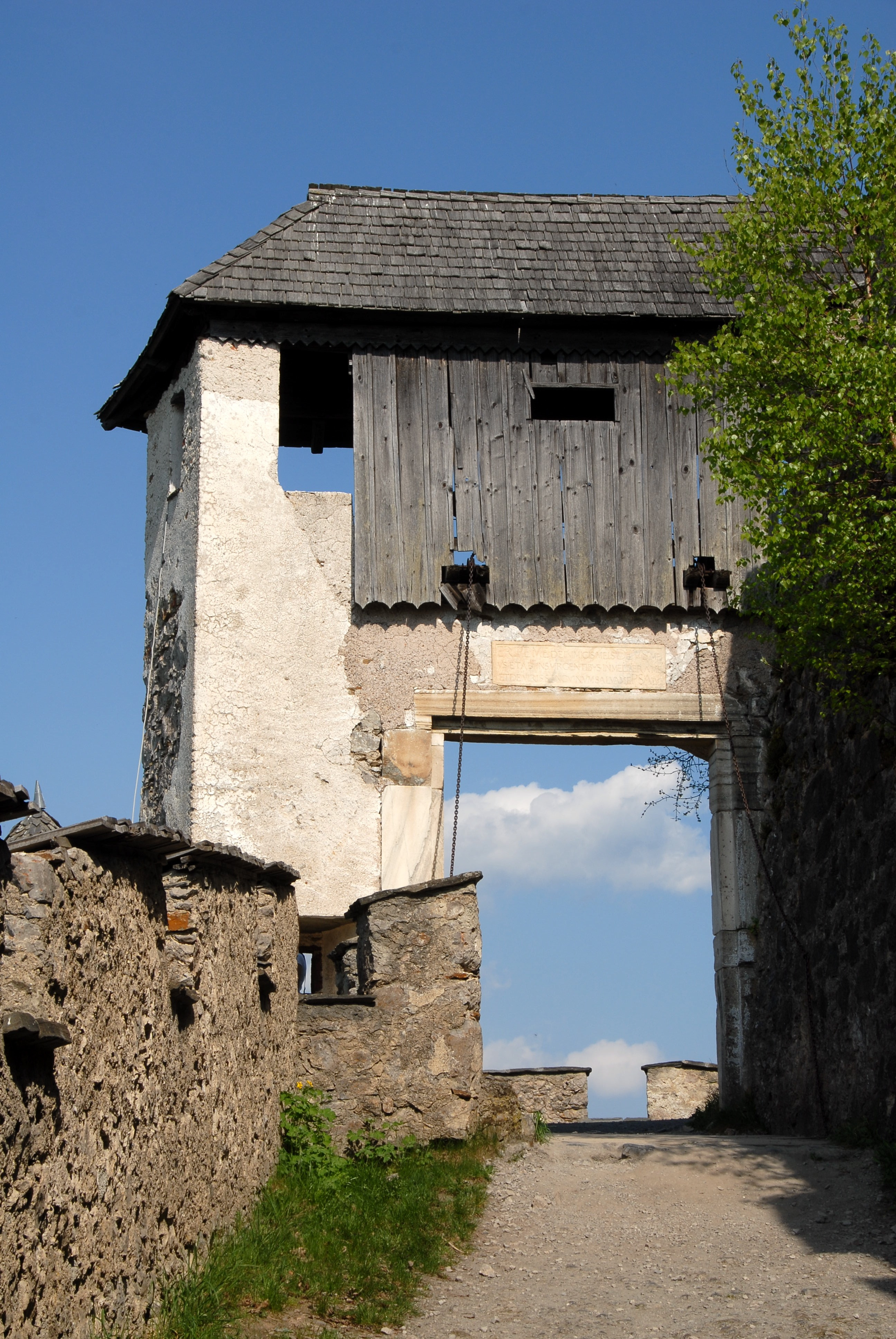
Brückentor
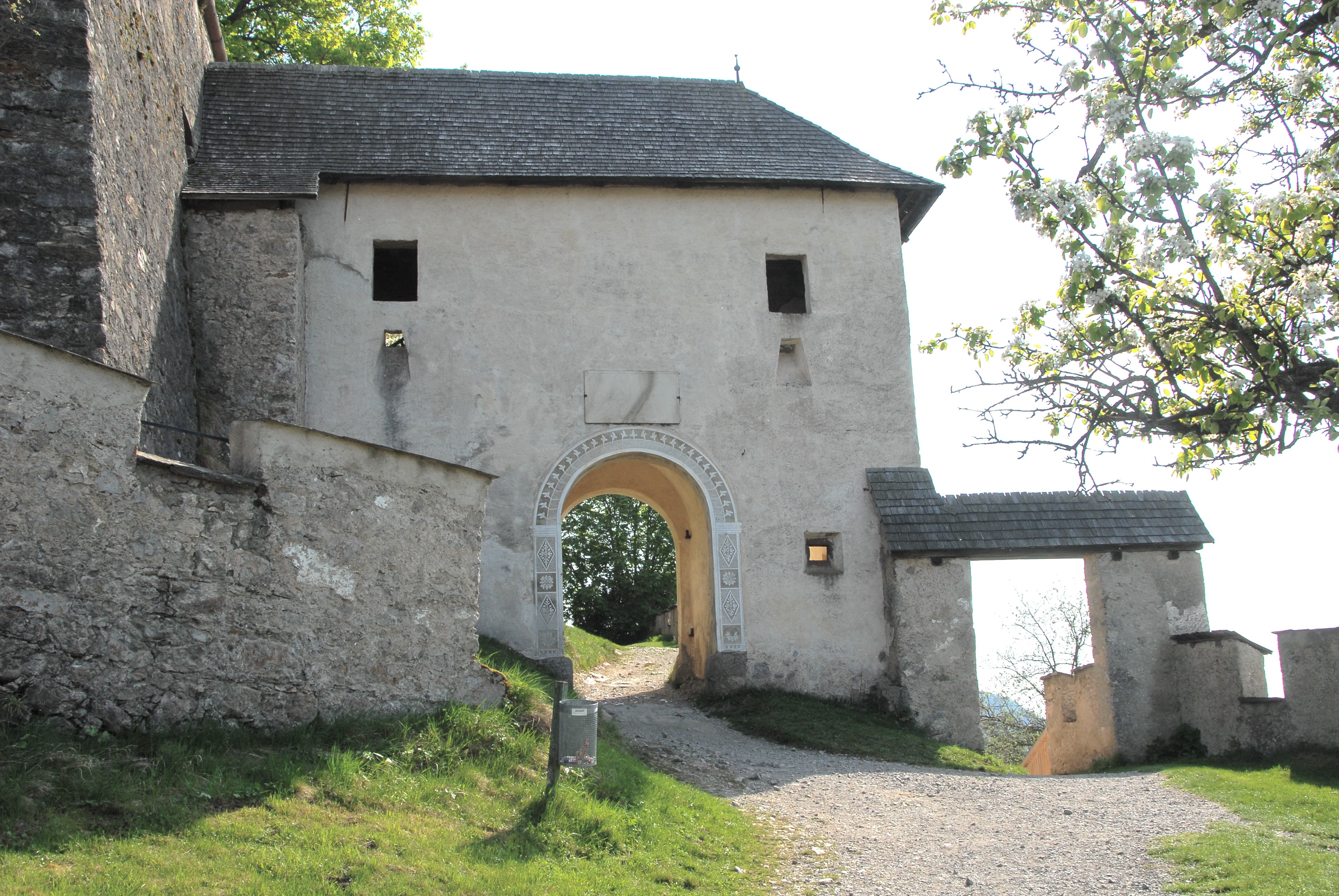
Kirchentor
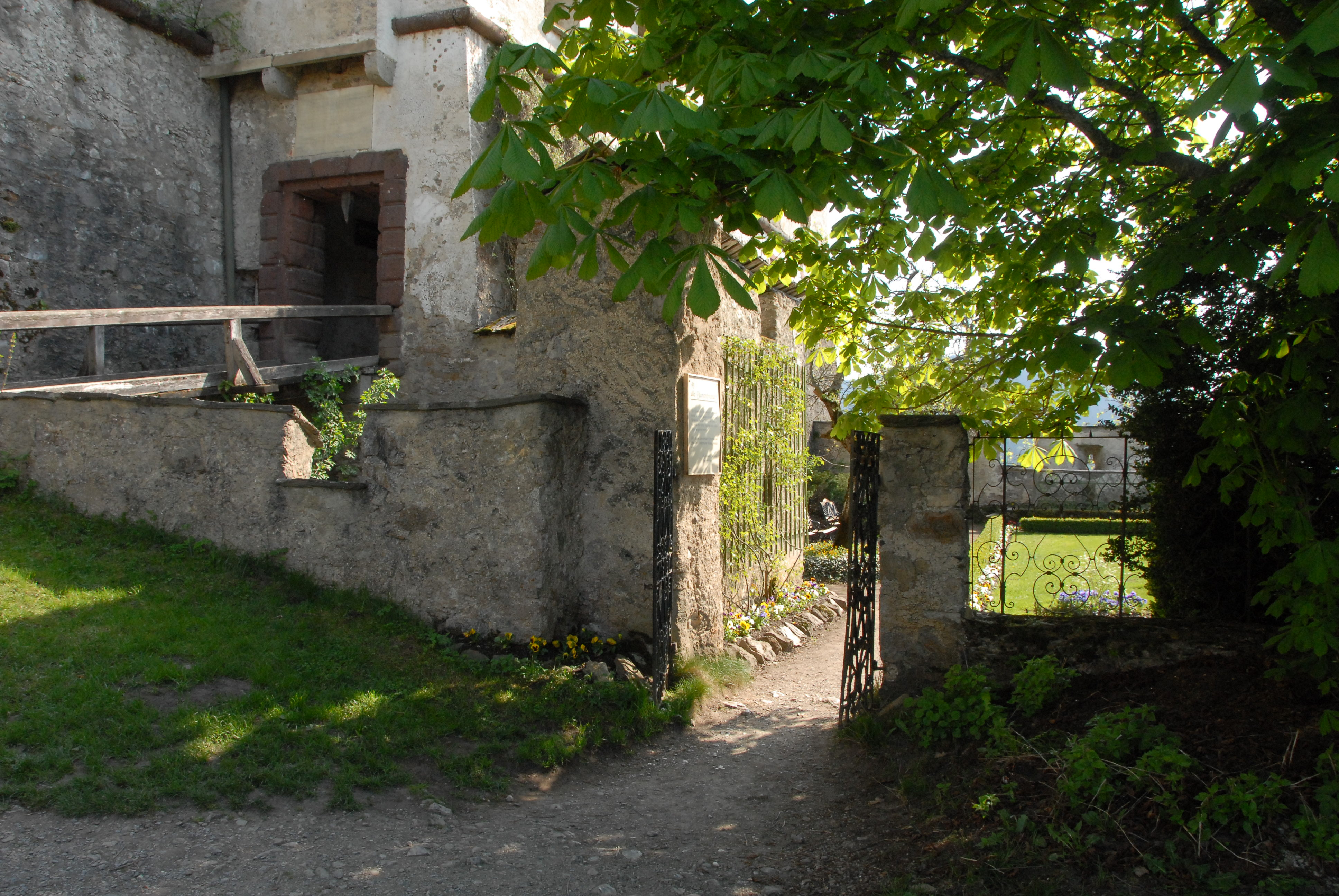
Kulmertor

## Lift
Die früher vorhandene Schrägseilbahn wurde abgetragen und durch einen modernen Schrägaufzug ersetzt. Damit erreichen Besucher nun komfortabel und barrierefrei die eindrucksvolle Burganlage.

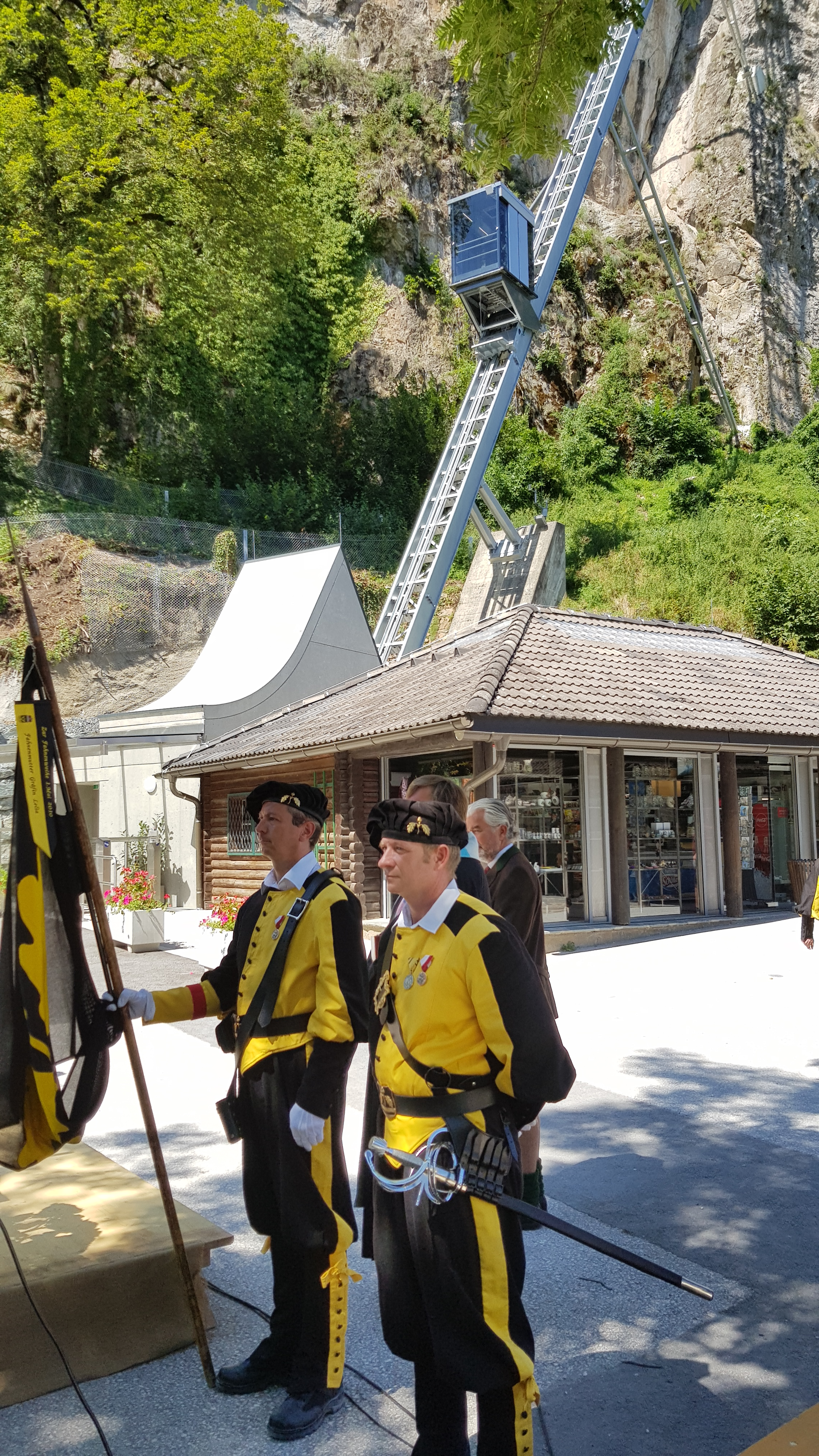
Schrägaufzug zur Burg

Seit Mitte August 2017 ist der neue Lift in Betrieb. Er hat eine Länge von 125 m und überwindet dabei eine Höhendifferenz von 99,9 m. Der Neigungswinkel differiert zwischen 50 und 58°.

## Tourismus

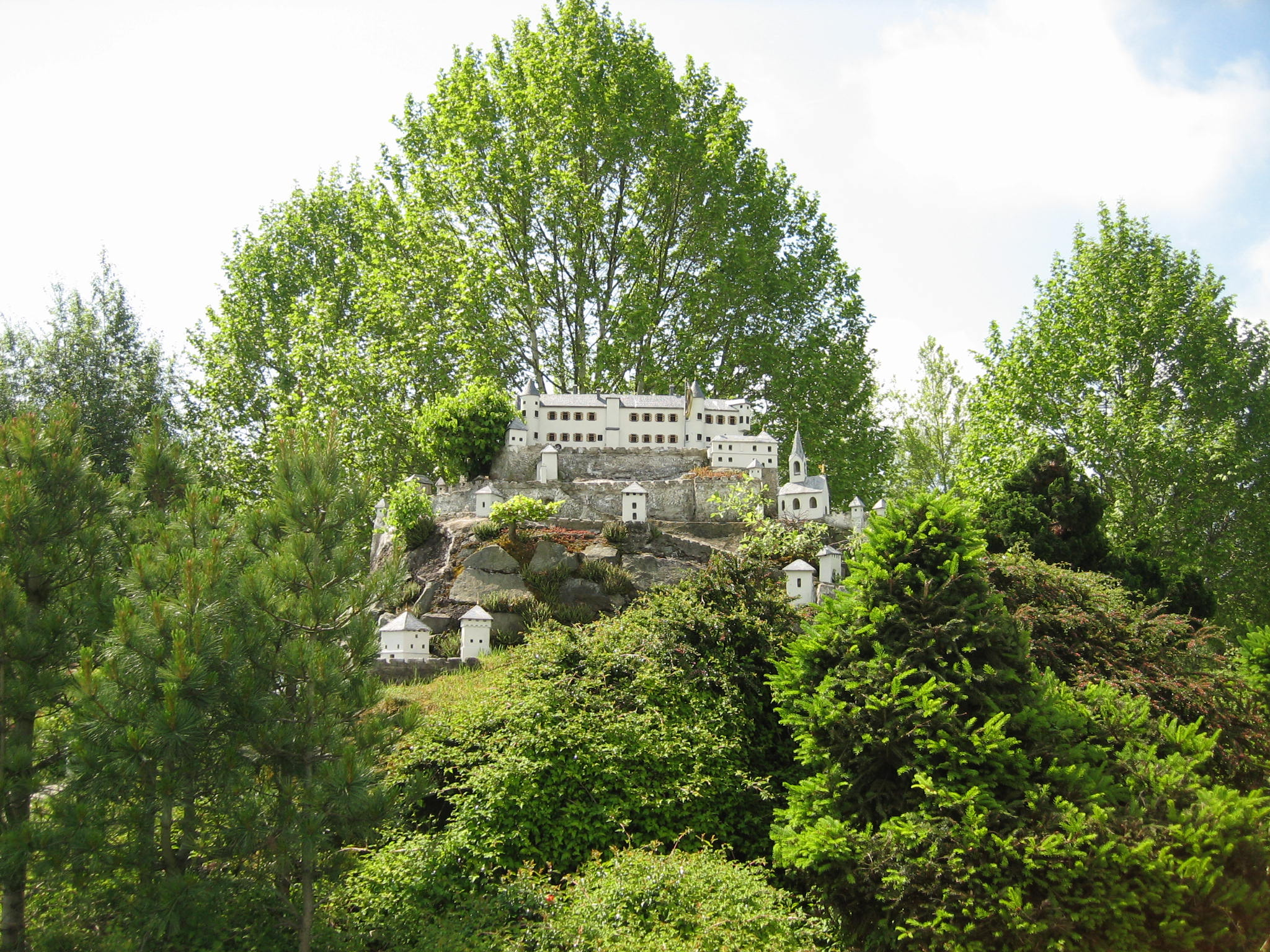
Modell der Burg im Freizeitpark Minimundus

Die Burg Hochosterwitz ist von April bis Oktober der Öffentlichkeit gegen Entgelt zugänglich. Sie kann zu Fuß oder mit dem Aufzug erreicht werden.
Im Freizeitpark Minimundus bei Klagenfurt befindet sich ein Modell der Burg.

## Literarische Verarbeitung
Die Burg war Anregung für die fiktive Burg Hochgobernitz des Fürsten Saurau in Thomas Bernhards Roman Verstörung.

## Burghymne
Die Burg besitzt eine eigene Hymne, der Autor des Textes ist Carl Graf Oberndorff. Die Hymne besteht aus zwei Strophen, der Text lautet:
Stolzes Schloß, vom Stein dem grauen,

Spähst du in die Lande weit

Über Felder, Wälder, Auen

- Märchentraum verklungener Zeit.

Vesten, die in Trümmer sanken,

Trauern westwärts, altersmüd

Felsensaum der Karawanken

Taucht aus blauem Duft, fern, Süd ....

Burg der vierzehn Wehrtor-Türme,

Reiches Waffenarsenal,

Abwehr aller Türkenstürme,

Schutz dem Landvolk Tal um Tal,

Ehre denen, die Dich bauten

- Fürstenhaus Erb-Besitz -

Freude denen, die Dich schauten!

- Sei gegrüßt, Hochosterwitz!